# Llagostera
Llagostera és una vila i municipi de la comarca del Gironès de 8.851 habitants que limita amb Cassà de la Selva, Santa Cristina d'Aro, Tossa de Mar i Caldes de Malavella. El terme municipal és el més gran de la comarca i comprèn part del Massís de les Gavarres al nord i el Massís de les Cadiretes al sud, amb predomini de boscos de suros, roures i pins. Hi passen les rieres de Gotarra i Banyaloques que se'n van a l'Onyar, i el Ridaura que va al mar. Està ben comunicat, amb la carretera C-65 de Girona a Sant Feliu de Guíxols, la C-35 de Llagostera a Parets del Vallès, i les carreteres locals que van a Caldes de Malavella i Tossa de Mar. El 70% de la població viu al nucli urbà, al voltant de l'Església de Sant Feliu de Llagostera que s'alça en un turó, mentre que l'altre 30% viu disseminada en deu veïnats i set urbanitzacions. El primer document on apareix el municipi és del 855, en la confirmació dels béns del monestir de la Grassa per Carles el Calb. A l'edat moderna, la indústria surotapera hi tingué un pes destacat i el tren que anava de Girona a Sant Feliu hi feia parada. En aquest període es donà un conflicte entre veïns i hisendats amb relació a l'ús comunal dels boscos.
El municipi té diversos espais emblemàtics, com la renaixentista Casa de les Vídues (segle xvi), l'església gòtica de Sant Feliu de Llagostera, les restes de l'antic castell de Llagostera, el centre d'interpretació a Can Caciques o el Museu Vilà. També té antigues i importants masies als veïnats de Panedes, Llobatera, Sant Llorenç i la Mata. Entre les tradicions culturals destaquen la Fira del Bolet, el Mercat Romà, la Fira del Batre, la Fira de Nadal o la Festa Major. Pel que fa als esports, segons les èpoques, la vila ha destacat en bàsquet, handbol, patinatge, entre altres esports. Pel que fa al futbol va participar en la Segona divisió A de la lliga espanyola de futbol les temporades 2014-2015 i 2015-2016 amb Unió Esportiva Llagostera, un equip que el 2022 va ser absorbit pel Club de Futbol Badalona.

## Geografia

### Ubicació

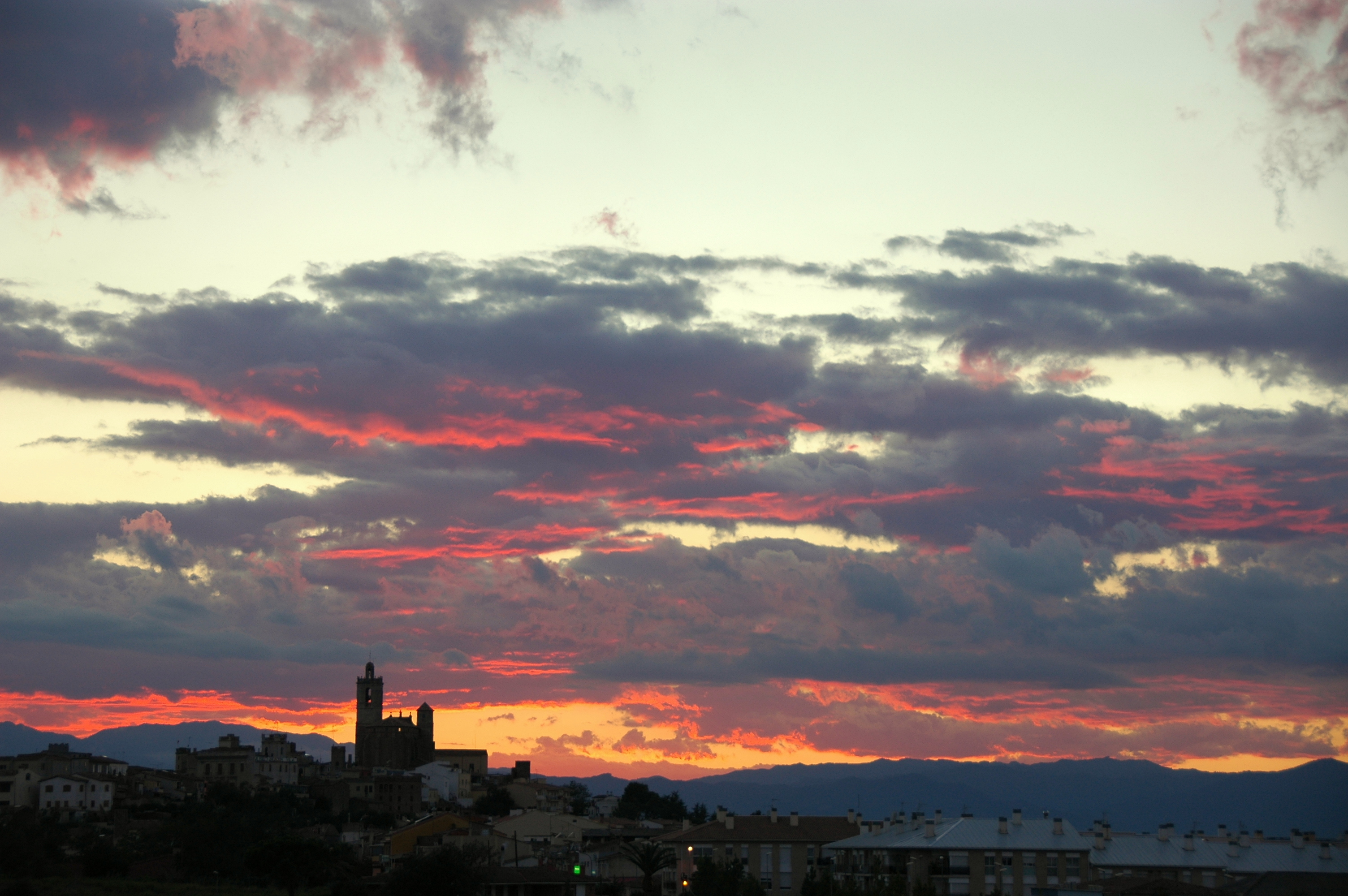
Sant Feliu de Llagostera

Llagostera està situat a l'extrem meridional de la comarca del Gironès. El seu terme municipal, el més gran de la comarca (76,36 km²) i limita amb els municipis de Santa Cristina d'Aro, Caldes de Malavella, Tossa de Mar i Cassà de la Selva. La situació estratègica del municipi l'ha convertit en terra de pas i de connexió de l'interior gironí amb la Costa Brava centre. A Llagostera s'hi pot arribar per les carreteres C-65, de Girona a Sant Feliu de Guíxols, per la GI-674 de Caldes de Malavella o per la C-35 de Tossa de Mar i Vidreres, via que enllaça amb l'autopista AP-7. Antigament, Llagostera havia estat connectada al ferrocarril per mitjà de la línia de via estreta de Sant Feliu de Guíxols a Girona que passava pel municipi, i hi tenia una estació, fins que fou clausurada el 1969. L'aeroport més proper és el Girona - Costa Brava, però no enllaça amb el municipi en transport públic. Les estacions de tren més properes el 2014 són la de Caldes de Malavella o la de Girona. La de Caldes és més a prop però no té enllaç directe amb la població, mentre que la de Girona sí. Hi ha dues línies d'autobús que tenen parada a la vila, la L1461 de la Sarfa, que fa el recorregut Girona - Llagostera - Palamós - la Bisbal - Girona, i la L0333 de la Teisa, que fa el recorregut Girona - Llagostera - Sant Feliu de Guíxols - s'Agaró.
| Romanyà de la Selva | Cassà de la Selva | Massís de les Gavarres |
| Caldes de Malavella |                   | Castell i Platja d'Aro |
| Vidreres            | Ardenya-Cadiretes | Sant Feliu de Guíxols  |

### Nuclis de població
El 2013 tenia 8.200 habitants, repartits entre els 5949 del nucli de la vila, els 572 dels veïnats i els 1.676 de les urbanitzacions. Conformen el municipi els veïnats de Bruguera, Panedes, Sant Llorenç, Gaià, Llobatera, Creu de Serra, Mata, Cantallops, Pocafarina i Ganix. També estan empadronats a Llagostera els habitants de les urbanitzacions de Llagostera Residencial, Mas Gotarra, La Canyera, Selva Brava, La Mata, Font Bona i Mont-rei.
| Entitat de població    | Habitants (2024) |
| Llagostera             | 6.845            |
| Llagostera Residencial | 473              |
| Mas Gotarra            | 430              |
| la Canyera             | 380              |
| Selva Brava            | 331              |
| la Mata                | 170              |
| Bruguera               | 148              |
| Font Bona              | 145              |
| Sant Llorenç           | 110              |
| Mont-rei               | 108              |
| Penedes                | 93               |
| Gaià                   | 86               |
| Llobatera              | 70               |
| Cantallops             | 26               |
| Creu de Serra          | 25               |
| Mata                   | 22               |
| Ganix                  | 15               |
| Pocafarina             | 9                |
| Font: Idescat          |                  |

### Orografia i geologia

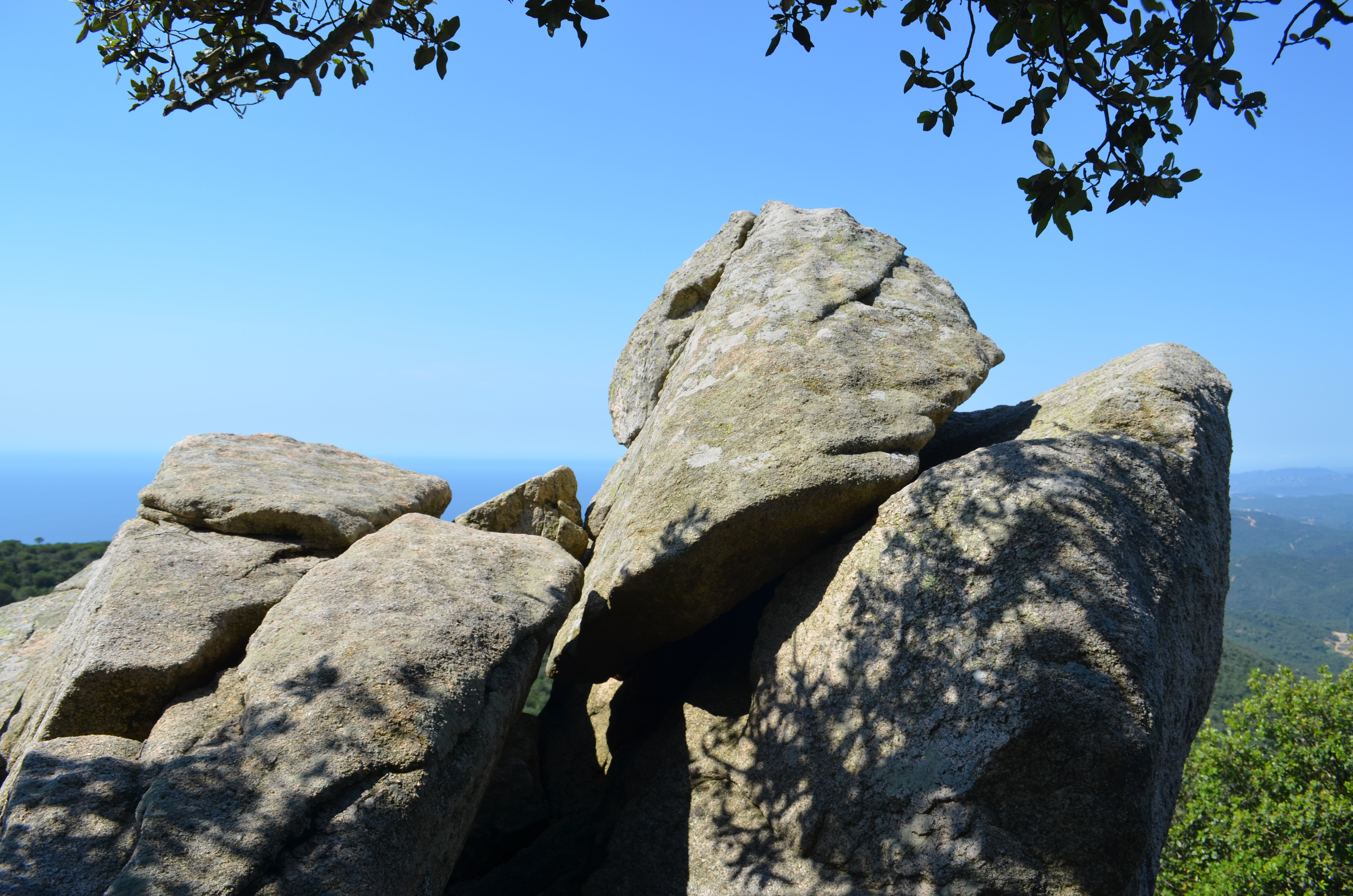
Pedres al Puig de les Cadiretes

Pel que fa a l'orografia, el nucli està situat en un petit turó de 60 metres, rodejat pel nord i el nord-oest d'una plana de conreus. Per l'est, després del pla de Panedes, Llagostera s'integra dins la zona boscosa del massís de les Gavarres, declarada Espai d'Interès Natural el 1992. El massís de les Gavarres està format de pissarres, esquistos i granits en terrenys molt erosionats sense grans desnivells. El seu punt més alt és el pic de la Gavarra, de 537 metres. A l'extrem oposat hi trobem el massís de l'Ardenya, que ocupa gran part del terme per la zona sud, fins al Puig de les Cadiretes, que amb 519 metres n'és el punt més elevat. Geològicament el terme està format per granit i pissarres metamòrfiques i terres sedimentàries. També conté vetes d'ortosa. Les millors vetes d'ortosa del Museu Geològic de Barcelona procedeixen de Llagostera, i abundants vetes de quars. Per la zona boscosa de Llagostera hi passa el GR-92, el carril bici de les Vies Verdes de Girona i altres camins, on se celebren diverses activitats relacionades amb el senderisme, la bicicleta i el tresc o trekking.

### Clima
El clima de Llagostera és mediterrani, amb hiverns suaus i relativament secs, primaveres i tardors força humides i estius eixuts i càlids. La pluviositat de la zona és variable, però la mitjana anual és d'entre 650 i 750 mm. L'estació més pluja és la tardor, amb un màxim proper als 100 mm a l'octubre, i la menys plujosa la tardor. La temperatura anual oscil·la entre els 13 i els 16 graus segons la situació i l'alçada.

### Fauna

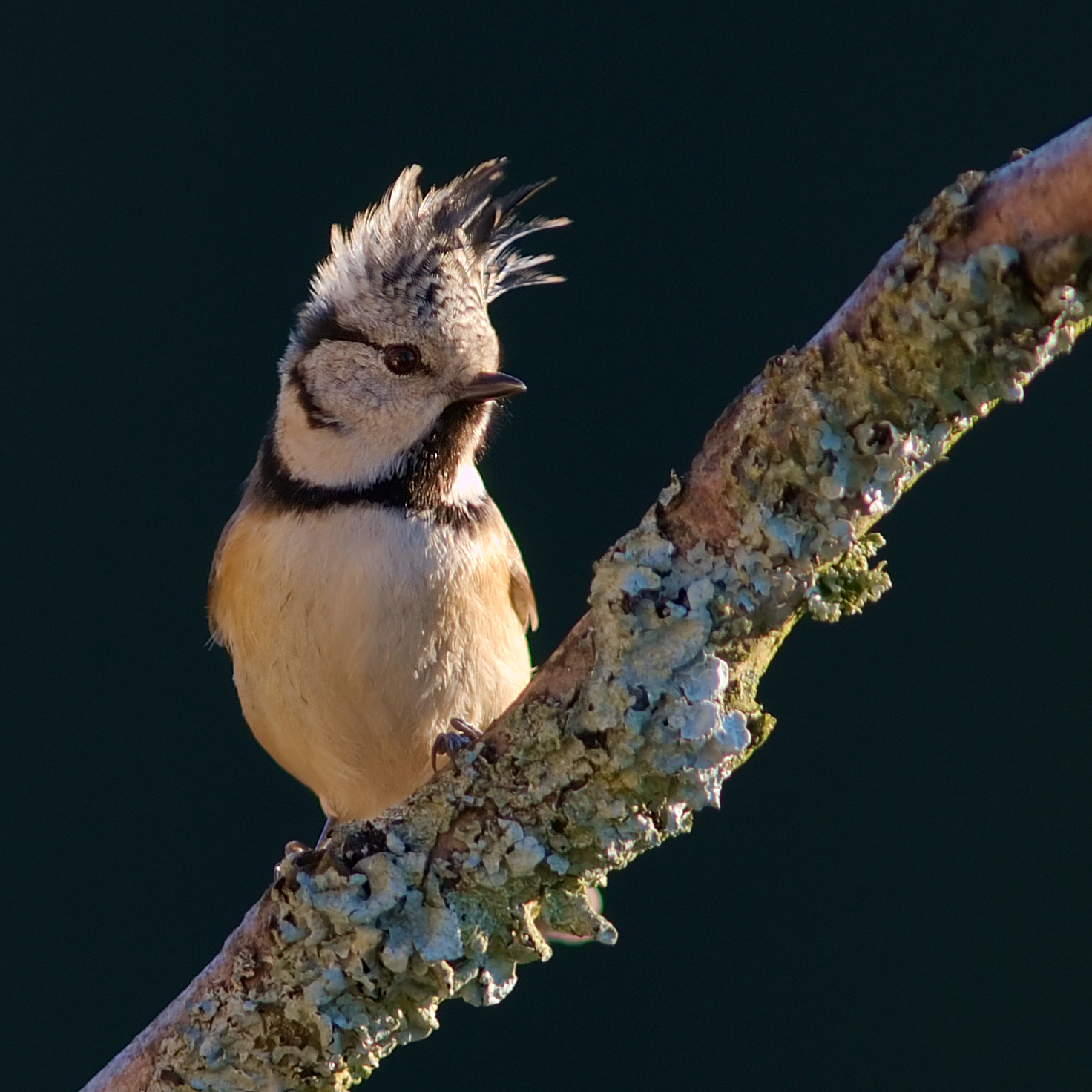
La mallerenga emplomallada que es troba a Cadiretes és l'única espècie europea amb plomall

Al Massís de les Gavarres la fauna és de caràcter mediterrani. Als boscos de suredes i alzinars hi ha aus com l'esparver vulgar, el gamarús, el tudó, el gaig, el picot verd, el tallarol (Sylvia sp.), la mallerenga d'aigua, la merla i el raspinell. En aquests indrets, entre els mamífers hi destaquen el senglar, el teixó, la guilla i el gat mesquer. Per altra banda, a les pinedes i zones més àrides hi ha rèptils com el llangardaix i la serp verda; ocells com el tallarol de garriga, la tallareta cuallarga i el bruel, i mamífers com l'esquirol o el ratolí de bosc. Prop dels torrents d'aigua o a les zones amb més humitat hi ha el pit-roig, el cargolet, el rossinyol i la cuereta blanca; rèptils com la salamandra, el tritó verd, el vidriol i la colobra escurçonera, i peixos com el punxoset. Finalment, a les zones agrícoles hi ha ocells granívors com la cadernera, el verderol i el pinsà; amfibis com el gripau comú i el gripau corredor, i mamífers com la musaranya comuna, la musaranya menuda eurasiàtica, la mostela i el gorjablanc.
Al Massís de Cadiretes la fauna és similar. Pel que fa als mamífers, hi abunda també el gat mesquer, la fagina i la mostela Hi ha ocells rapinyaires boscans com l'astor i el gamarús, així com el falcó pelegrí, present als penya-segats litorals. Entre els ocells que fan niu a la zona hi ha el picot verd, el cargolet, el pit-roig, el tallarol capnegre, el rossinyol, el bruel, el papamosques gris, la mallerenga cuallarga, la mallerenga emplomallada, la blava i la carbonera, entre d'altres. Més a prop del mar és un dels pocs indrets on es reprodueix l'oreneta cua-rogenca i a la costa hi ha la merla blava i el corb marí emplomallat. Els indrets humits fa que hi hagi amfibis com la salamandra, el tritó palmat i el tritó verd, el tòtil, el gripau d'esperons, el tòtil granoter i la reineta meridional. I de rèptils hi ha el dragó -amb poblacions salvatges-, el sargantaner gros i el vidriol, entre d'altres.

### Flora

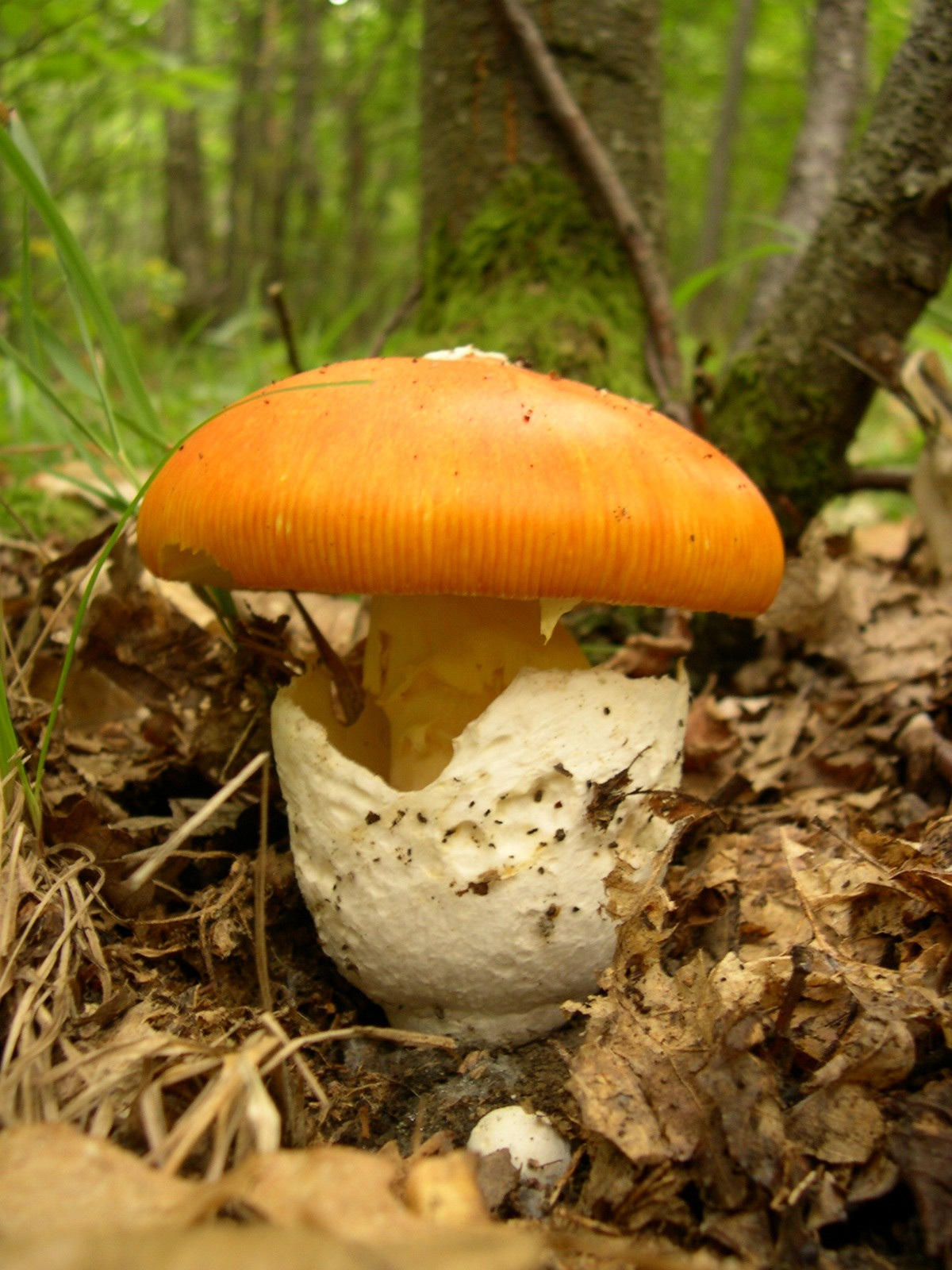
L'ou de reig és un dels bolets típics de les Gavarres, juntament amb altres com el pinetell i el rossinyol.

La vegetació de les Gavarres és mediterrània, amb plantes que toleren un estiu eixut. Els sòls de granit de caràcter àcid amb textura sorrenca i alta permeabilitat han afavorit el domini de la sureda, sobretot la surera, aprofitada durant molts anys per la indústria. Al seu costat hi ha el bruc boal, el bruc d'escombres, la bruguerola, l'estepa negra, l'estepa borrera i la gatosa, entre d'altres. Sobre els sòls més humits hi ha l'alzina, el marfull, l'aladern, l'arbocer, el galzeran, l'esparreguera, el roser agrest (Rosa agrestis), l'heura, l'arítjol, la vidiella i el lligabosc. També hi ha algunes pinedes de pi blanc, el pi pinyer i pinastre, amb garric al dessota. A vora dels rius hi ha espècies com el vern, el freixe de fulla petita (Fraxinus angustifolia), l'avellaner, el grèvol, el sanguinyol i la falguera reial (Osmunda regalis). Els bolets tenen un gran arrelament a la zona, i és costum anar-ne a buscar. Entre les espècies més buscades hi figuren el pinetell, l'ou de reig i el rossinyol.
El massís de Cadiretes està dominat per la sureda pel seu caràcter granític. A part de la surera, hi ha arbocer, galzeran, roja, arítjol i ridorta. També hi ha alguna alzina, sobretot als indrets més enlairats. El roure martinenc (Quercus humilis) es troba entre suros i alzines indistintament. Estepes i brucs són molt presents al paisatge, amb estepa borrera, l'estepa negra, l'estepa blanca, la gatosa, la gódua catalana, el bruc boal, la bruguerola, el ginebre, l'aladern de fulla estreta o el cap d'ase, entre d'altres. A les zones més ombrívoles hi ha una vegetació diferent, amb una flora concretada en el vern i l'om, i herbes com el buixol, la gatassa i la consolda. A prop de les rieres hi ha algun llorer, sempre al costat de la falguera reial. També hi ha algun avellaner i castanyer.

## Història

### Prehistòria

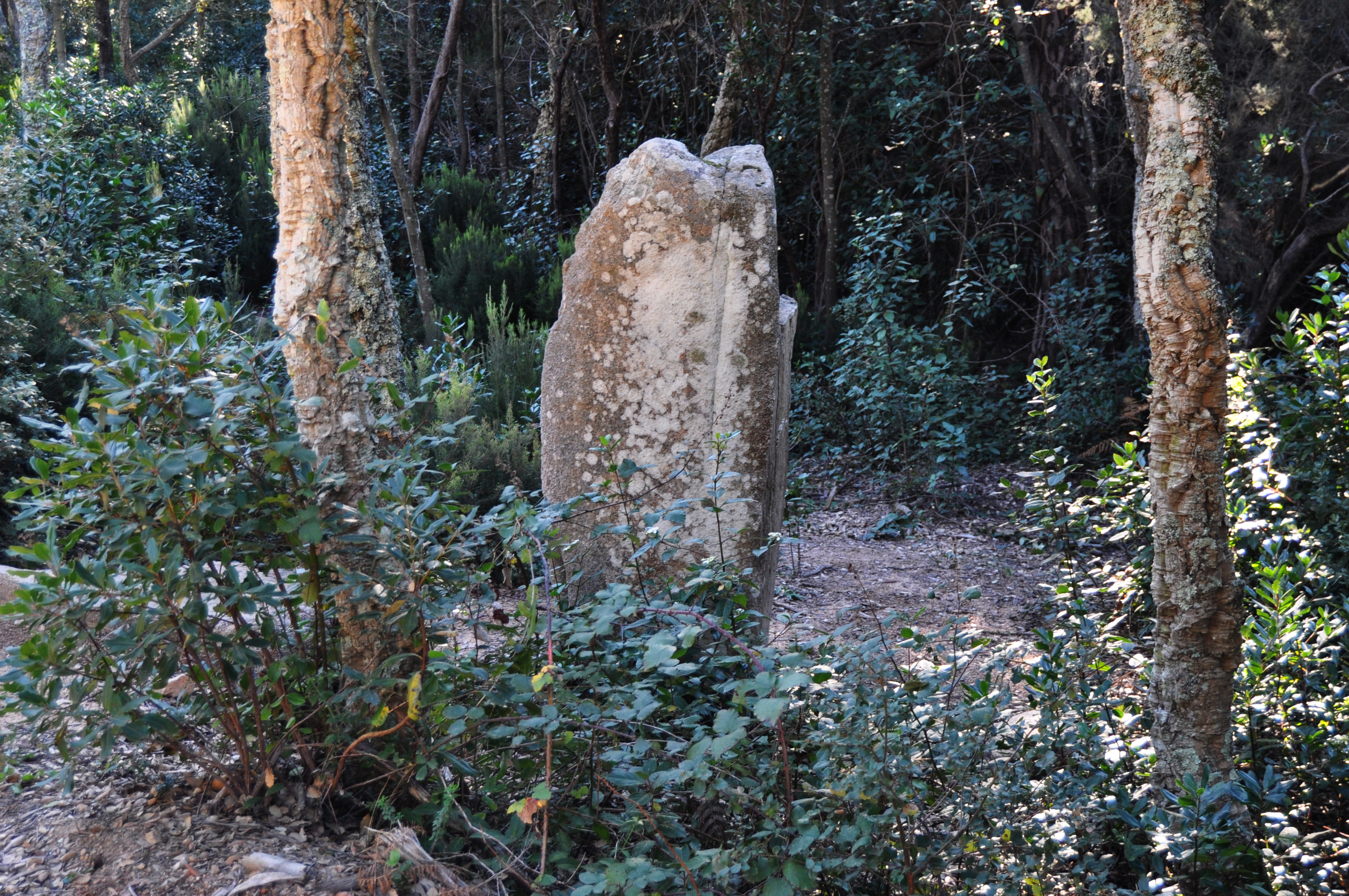
El Menhir d'en Llach es troba al Massís de Cadiretes, al terme municipal de Llagostera.

S'han trobat vestigis de l'Home de Neandertal, de fa uns 100.000 anys, al veïnat de Bruguera i a Can Morató de Panedes, en forma de còdols tallats i ascles abundants. De l'espècie humana tal com la coneixem avui (Homo sapiens sapiens), destaquen les restes trobades del Paleolític superior, especialment del període aurinyacià, de fa entre 39.000 i 22.000 anys. S'han trobat jaciments d'aquest període arreu del terme, a Can Crispins, Bruguera, Font de Panedes, Tranquinell, Puig Gros, Carretera de Tossa, Can Rissec i Can Vidal, entre d'altres.
A Can Crispins, una zona rica en aigua, es van trobar una gran quantitat de petits estris de sílex com raspadors, puntes de fletxa i ganivets, que es poden datar des de la primitiva cultura aurinyaciana fins a l'edat del Bronze Antic. La presència d'objectes de sílex pot ser un indicador de les relacions comercials amb altres indrets com Caldes de Malavella i Torroella de Montgrí. Al costat hi van aparèixer objectes de pedra més tardans, com puntes de fletxa, destrals polimentades, molins de mà barquiformes i alguns fragments de ceràmica, el que evidencia que Can Crispins va ser habitat també almenys entre el Neolític mitjà i el bronze antic, fa entre 4.700 i 3.800 anys. Això demostra la presència humana continuada.
També ho corroboren els megàlits trobats en una època en què el megalitisme s'estengué del Rosselló al Llobregat i que va fer de les Gavarres i Cadiretes una de les zones megalítiques més destacades. Trobem conjunts de megàlits a prop de Can Cabanyes, a l'extrem sud-est del terme, i en plena serra de Cadiretes. Destaca especialment la Pedra dels Sacrificis, que és un gran bloc de granit sobre la superfície plana del qual hi ha una inscultura ramiforme amb dues branques, al costat d'un paradolmen i un corredor fet amb pedres. La Roca d'Ivet i la Cova de Can Rissech són elements destacats en aquest sentit.
També hi ha dos menhirs. Un és el menhir d'en Llach, a prop de Can Cabanyes, de granit rosat-negrós i de tipus fal·liforme, que mesura 74 cm d'ample per 76 de gruix, amb una alçada de 265 cm. L'altre menhir és el de Montagut, actualment col·locat en un carrer del nucli urbà de Llagostera, que mesura 2,21 m d'alçada, 86 cm d'amplada i 37 cm de gruix.

### Antiguitat

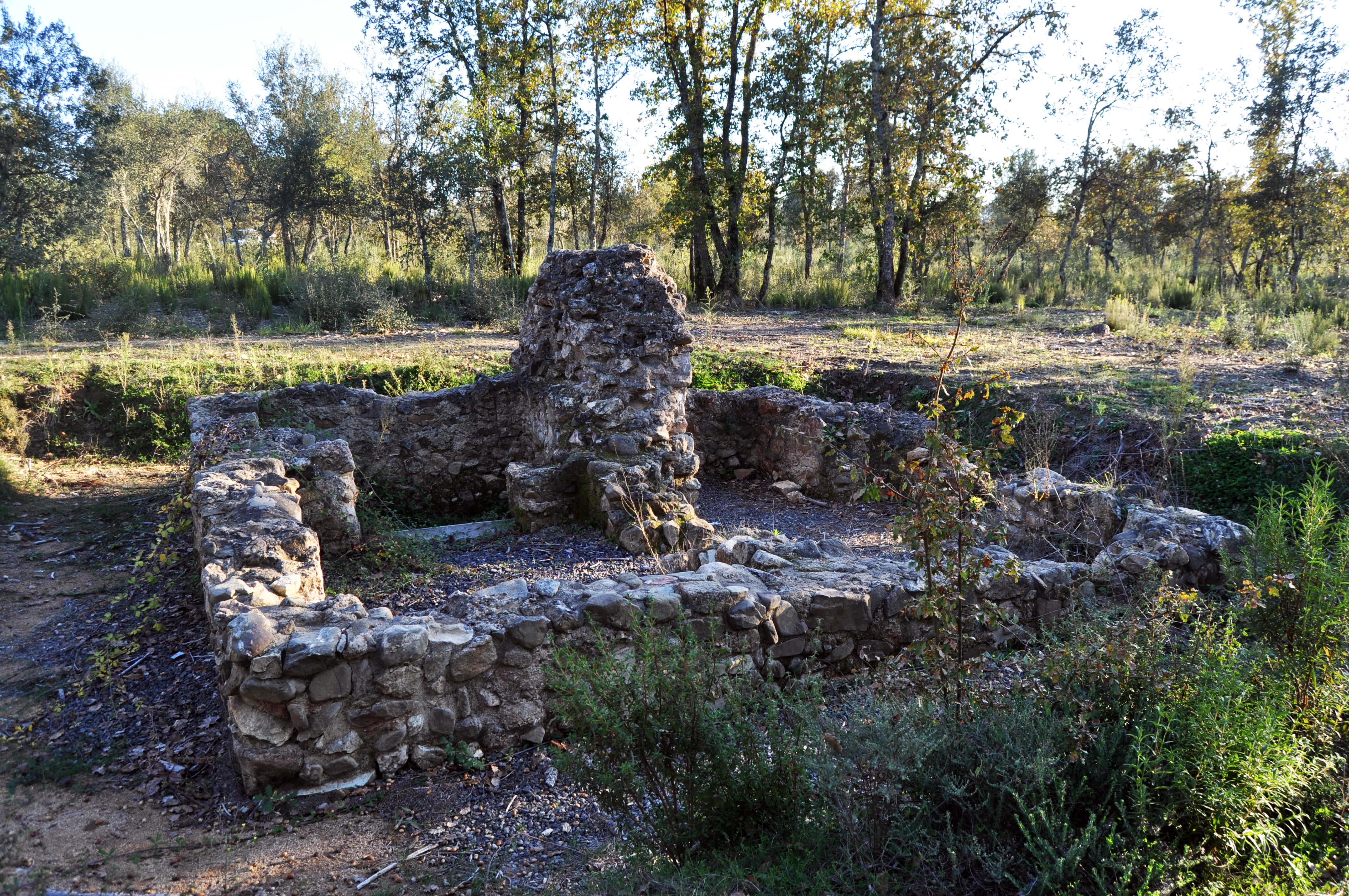
La Torre dels moros són unes termes romanes situades al terme municipal de Llagostera.

A partir del segle vii aC van arribar a Catalunya primer els fenicis i després els grecs, que fundaren Empúries, pobles amb els qui s'establiren relacions comercials. Els historiadors apunten que al turó on hi ha el Castell de Llagostera hi hagué un poblat ibèric. De poca altura però amb vessants abruptes, era un lloc de fàcil accés i defensa, però aquesta dada només està corroborada per unes poques troballes de ceràmica. Sant Llorenç és un dels indrets on s'han localitzat objectes de la cultura ibèrica. El febrer de 1966 la descoberta de diverses sitges ibèriques al pla de Maiena van incitar que un grup de llagosterencs iniciessien el Centre d'Estudis de Llagostera, que potencià la investigació del passat de Llagostera durant diversos anys. També s'han trobat sitges a Can Pere Pere i Pocafarina. Entre els elements trobats destaca la Dama de Sant Llorenç, una antefixa de terrissa. Els camps de sitges localitzats s'usaren entre la fi del segle iii aC i el segle i aC, és a dir, al període ibèric final, mentre arribaven els romans.
La romanització avança progressivament durant el segle i aC, fins que al tombant de segle la zona està plenament romanitzada. Els romans fundaren les noves ciutats Gerunda, Aquae Calidae i Blandae i substituïren els poblats íbers per les grans explotacions agropecuàries, anomenades vil·les. El jaciment ubicat al centre de Panedes de la Torre dels Moros, on passava el camí ral o la via romana que anava de Girona al mar, mostra un petit conjunt termal de planta quadrangular i amb tres cambres pertanyent a una vil·la romana que no s'ha localitzat.

### Edat mitjana

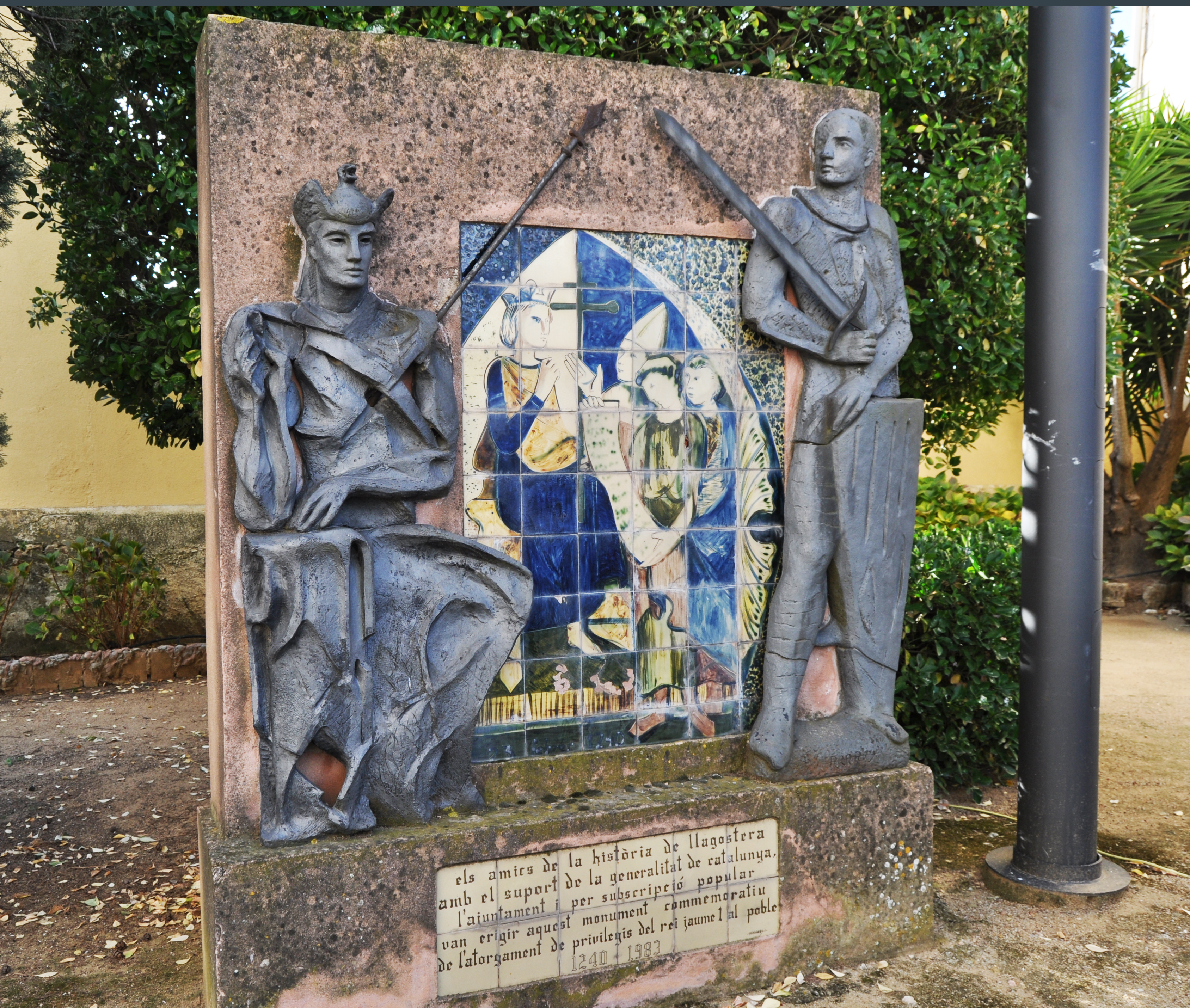
El motiu del monument a Jaume I és que va concedir a Llagostera, Caldes de Malavella i Santa Seclina la Carta de franqueses de 1241

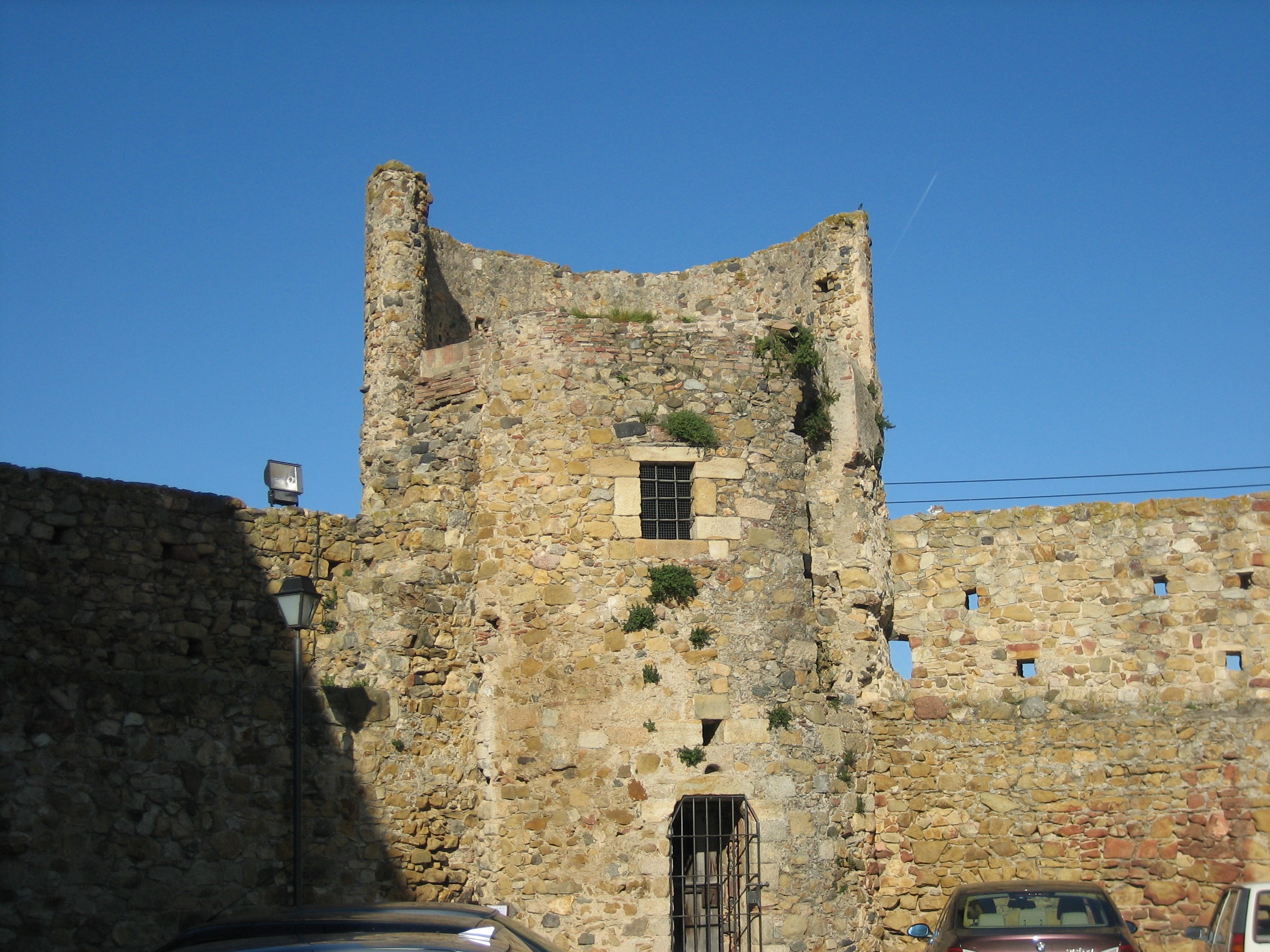
El Castell de Llagostera és una fortalesa del

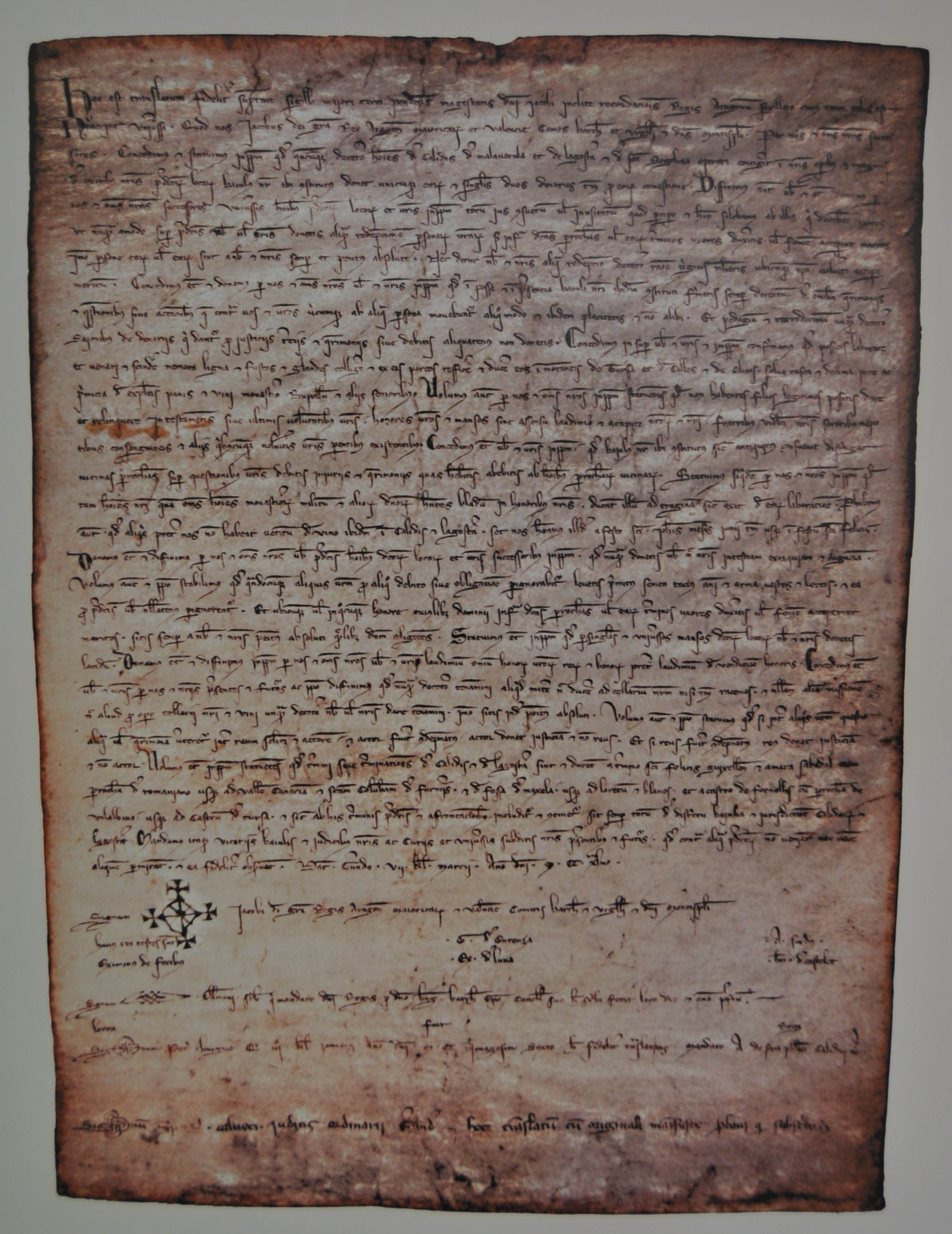
Carta de franqueses concedida per Jaume I als habitants l'any 1241.

La primera menció de Llagostera és d'un document del 855 on el rei francès Carles el Calb confirma que Sancti Felicis de Locustaria és una possessió del monestir occità de Santa Maria de la Grassa. A la dècada del 920 Llagostera era una vall poblada per pagesos lliures que conreaven terres d'alou, i a partir d'aquest moment el feudalisme s'anà imposant. La primera queixa dels pagesos llagosterencs documentada fou el 1162, quan van denunciar l'administrador Arnau de Perella a Ramon Berenguer IV perquè usurpava les collites i explotava els pagesos per a pagar-se una bona vida. L'actuació d'Arnau de Perella va ser el primer pas cap a la venda del castell de Llagostera, un segle després, a un membre de la família dels Rocabertí per a iniciar la senyoria.
El 23 de febrer de 1241 el rei Jaume I concedí a Llagostera, Caldes de Malavella i Santa Seclina la Carta de franqueses de 1241, quan les parròquies formaven una batllia reial, o sigui que depenien directament del rei. El privilegi reial, que redimia els habitants de les poblacions de certes càrregues feudals i els permetia utilitzar els boscos, no fou oblidat, sinó que s'esgrimí amb èxit després de la Guerra del Francès de 1814 per a defensar que els llagosterencs poguessin anar a buscar llenya al bosc i sense èxit el 1820 per a defensar que Llagostera tingués un partit judicial propi. Un monument del 1982 a la plaça del Castell recorda el privilegi de 1241.
Al segle xiii la possessió de Llagostera canvià de mans diverses vegades, però Jaume I mai se'n desprengué del tot. El 1259 Jaume I lliurà a Gerard de Cabrera els rèdits de Llagostera i Caldes de Malavella durant sis anys perquè l'havia ajudat a combatre els rebel·lats Álvaro de Cabrera i Guillem de Fosa. El 1266 Caldes i Llagostera foren concedies a Sunyer i el 1267 tornades a arrendar. Amb la Croada contra la Corona d'Aragó de Felip III de França les muralles foren refugi per als que marxaven de Girona, però Llagostera suposà una gran despesa pel rei, i per això va acabar venent Llagostera a Dalmau VI de Rocabertí per 32.480 sous.
La revolució agrícola medieval fou impulsada a Llagostera per l'energia hidràulica a través del redescobriment dels molins del Ridaura del segle x i les dues fargues del segle xii. Aquestes dues instal·lacions, amb el carbó aportat pels boscos, permetien fabricar noves eines agrícoles i tots els aparells necessaris per al bon funcionament dels molins. L'excedent de producció agrícola, gràcies a aquestes tecnologies, permeté començar a comerciar. Per això el 1324 Llagostera rebé la concessió de fer un mercat setmanal i una fira anual de dues setmanes. Pocs mesos abans d'aquesta concessió el castell i el lloc fos donat per Jaume II a Ot de Montcada i de Pinós, que es casà amb la filla de Roger de Llúria i fou padrí de bateig de Pere el Cerimoniós.
A partir del 1375 Llagostera esdevingué el cap i casal d'un extens territori que comprenia Llagostera, Cassà de la Selva, Caldes de Malavella, Santa Ceclina, Caulers, Franciac, Lloret de Mar i Tossa de Mar sota el nom de la Baronia de Llagostera. El poder generà plets, violència i tensions entre les diverses cases nobiliàries, una tensió que augmentava durant les llargues absències dels barons, i que va arribar al màxim a mitjan segle xv, quan els remences alçaven la veu contra els impostos. El baró de Llagostera Martí Guerau de Cruïlles es veié obligat a retornar diners als seus propis pagesos, abans d'esclatar la guerra remença entre la Generalitat i el rei. El Castell de Llagostera estigué al bàndol de la Generalitat, i lluità contra el seu propi baró, a favor del bàndol reialista.
Pel que fa als vestigis arqueològics de l'edat mitjana, convé destacar dues sitges que es localitzaren el 2015, una d'entre els segles ix-xi i l'altre dels xi-xiii. Fins aquest moment les restes més antigues del municipi que s'havien trobat eren del xiv-xv a Can Caciques.

### Edat moderna

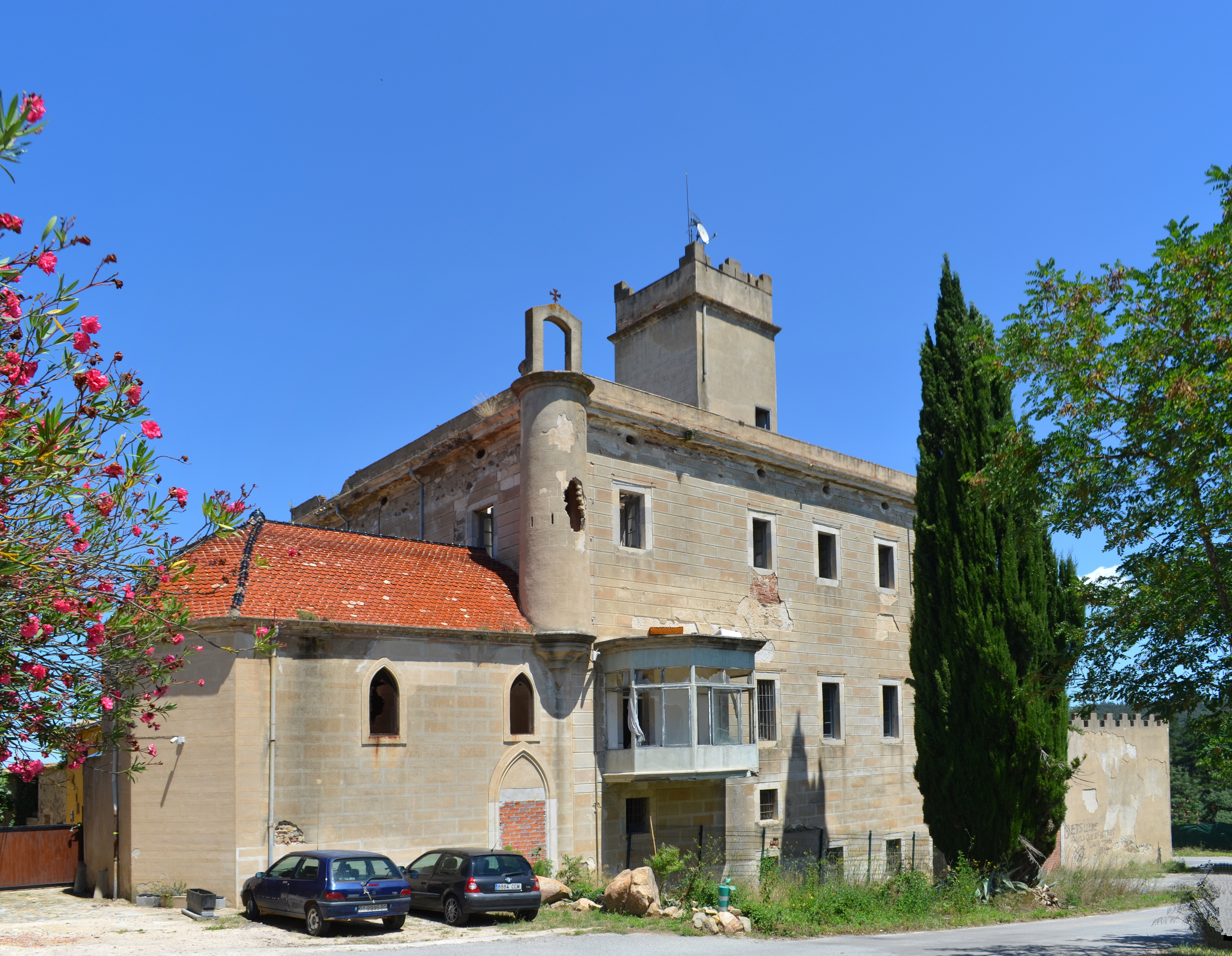
Casal de Can Rissec, construït al

Al segle xvi la població era eminentment pagesa, però la incipient indústria i els artesans guanyaven protagonisme. Al nucli antic començaven a aparèixer forns de pa, hostals i posades per als forasters. Els teixidors de lli, llana i cànem iniciaven una primitiva indústria tèxtil que arribaria fins al segle xix. La riquesa d'alguns generava pobresa en d'altres, i això arribava sovint a la violència, el bandolerisme i els lladres de camins. Contra els pidolaires s'establí una llei prohibint-los demanar almoina, a la gent armada se'ls condemnava a la galera i a d'altres se'ls tancava a la presó. Es prohibí a la gent de rebre estranys a casa i se'ls obligava a denunciar persones sospitoses sota l'amenaça de càstigs exemplars com ser assotats per botxins.
Els pagesos pagaren els impostos en espècies com sous, ous o gallines fins al 1733. Al segle xviii encara hi havia pestes i crisis cícliques però el poble creixia, de manera que ja sortir de les muralles del castell creant els primers carrers i incorporant més botigues com una escrivania, una carnisseria, un molí de farina, una fleca, una botiga i un hostal. L'entorn forestal era de roures i brucs, seguits per alzines, alzines sureres, arboços, mòdegues i noguers, però sempre que es podia es plantaven alzines sureres, ja que era la matèria primera de la principal indústria a partir de la segona meitat de segle. Tot i que els boscos eren comunals, reconeguts pel mencionat privilegi reial de 1241, des de la fi del segle xvii i durant el segle xviii hi ha diversos conflictes, registrats als Llibres de cúria de la Baronia de Llagostera, en que l'Ajuntament insta o multa a veïns per "fer danys" als boscos i, a partir de la segona meitat del segle xviii, aquests bans són sol·licitats per propietaris de masos (Rissech, Codolar, Fonolleras, Companyó) que reclamen la propietat dels boscos i que s'hi impedeixin els usos comunals. Pel que fa a la ramaderia del segle xviii, hi havia 1.462 caps de moltons i ovelles, seguits dels porcs, les vaques, els ases i les cabres. Als camps s'hi cultivaven farratges i cereals com blat mestall, llegums, farratges, sègol, ordi, faves i llegums, així com fruita i verdura. També hi havia oliveres i vinyes, que es cultivaren fins a la fil·loxera a la fi del segle xix.
Durant la Guerra del Francès a Llagostera hi feren parada tots els exèrcits, el que suposà un greu empobriment del municipi en tots els sentits. Al final de la guerra, el 6 de febrer del 1814, els francesos envaïren i ocuparen el poble durant un mes. El 27 de març de 1814 bona part dels habitants es reuniren a la plaça del castell per celebrar la marxa de l'invasor i l'arribada de Ferran VII.
La formació de l'estat-nació liberal i la consolidació de la propietat privada van plantejar un conflicte recurrent a Llagostera durant el segle xix en relació al comunal i la seva apropiació. El 18 de febrer de 1842 el periòdic El Constitucional es fa ressò del conflicte i el 27 de febrer de 1842 el regidor i menestral Llorenç Bassets defensa al ple municipal els drets de la població sobre el comunal segons el privilegi de 1240, oposant-se a la pretensió dels hisendats que s'havien associat el dia abans del ple davant un notari de Girona per reclamar-ne la propietat. L'alcalde, Nadal, i un regidor Tomàs Codolar s'hi oposaven, mentre que els altres 2 regidors i el síndic procurador s'hi mostraven a favor. En la sessió del 13 de març els partidaris del comunal demanaven que l'alcalde i el regidor Codolar s'abstinguessin per ser part interessada. Quan els veïns de llagostera entraven als boscos comunals a buscar llenya es trobaven homes armats que els foragitaven. Dues actes de l'Ajuntament refereixen un incident el 16 de març en que l'hisendat Joan Rissech i diversos treballadors seus volen impedir a un grup d'homes i dones anar a tallar llenya. En una reunió de veïns del 15 de maig s'acorda recaptar una contribució extraordinària per sufragar el plet de l'Ajuntament contra els propietaris, decisió que l'hisendat Narcís Llambí va recórrer i guanyar davant la Diputació que nomena un síndic perquè només hi contribueixin els veïns interessats. El 7 d'octubre de 1842 s'edita el manifest "¡Habitantes de Llagostera!" signat pels "patriotas de Llagostera" que denuncia l'apropiació del comunal. Després de les eleccions el 17 de gener de 1843 l'Ajuntament va convocar un referèndum en el qual dos-cents veïns es van reunir i 181 van signar a favor del plet de defensa dels drets comunals. La Diputació va anul·lar les eleccions i el 20 d'octubre d'aquell any va nomenar nous regidors i un alcalde hisendat, Joan Vidal, que va prohibir entrar a les propietats i va establir multes per les infraccions. El conflicte continuava 2 anys després i el 8 de desembre de 1845 l'Ajuntament va intentar una concòrdia sense èxit contactant el síndic Jaume Maymí Viñal que portava les causes contra els propietaris. Una sentència del 12 de juny de 1854 del Jutjat de primera instància de La Bisbal dona la raó al propietari Joan Rissech, però ja en el bienni progressista, el 18 de juliol d'aquell any s'elegia com a alcalde un partidari del comunal que deixava la sentència sense aplicació. El 10 de març de 1855 l'ajuntament decideix consultar la qüestió de "les llenyes del comú" a l'advocat gironí Fernando de León i es nomena una comissió de 4 regidors, entre els quals Llorenç Bassets. El 23 d'abril de 1855 l'ajuntament nomena dos guardaboscos del comunal per protegir els veïns que van a buscar-hi llenya dels empleats del propietari i es forma la "Junta de Administración de Montes" (prevista a l'article 27 de les "Ordenanzas de Montes" de 1833). El 4 de setembre el jutge de la Bisbal amenaça l'ajuntament amb una multa de cinc-cents rals, obliga a retirar els guardaboscos i prohibeix la recollida de llenya. L'Ajuntament publica un ban que acata la sentència temporalment a l'espera de la resolució dels plets; el 10 de març de 1856 el governador informa que l'assumpte s'ha de resoldre als tribunals i l'ajuntament queda dividit sobre si prosseguir la causa o no, la majoria de regidors hi estan a favor, però no l'alcalde, Felicià Prats. Finalment el 5 d'octubre de 1856 l'hisendat Joan Rissech aconsegueix que l'ajuntament aprovi un expedient per nomenar guàrdies particulars jurats per protegir la seva propietat.

### Edat contemporània

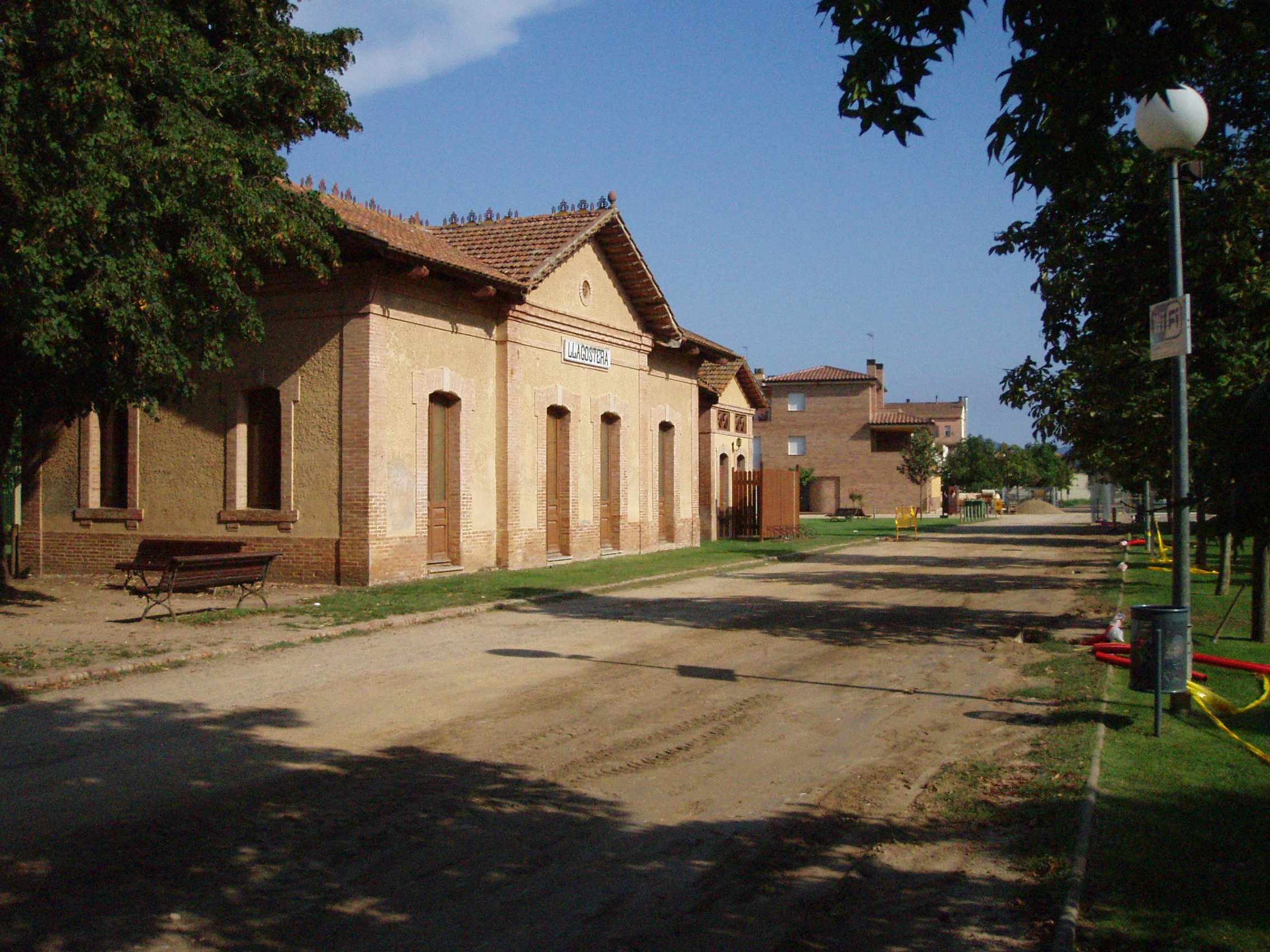
Antiga estació del ferrocarril de Sant Feliu de Guíxols a Girona

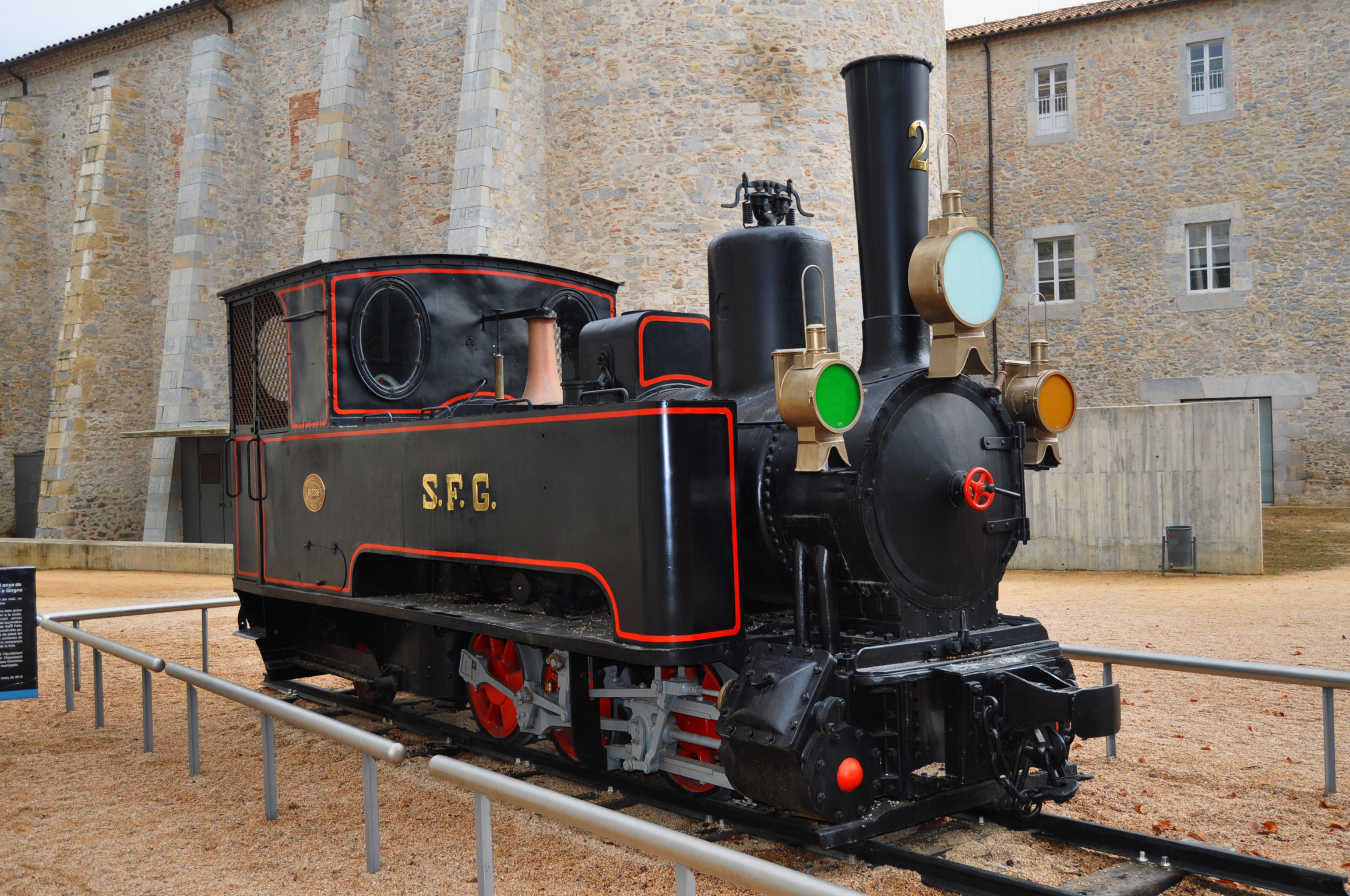
Locomotora del ferrocarril de la línia de Sant Feliu de Guíxols a Girona, amb parada a Llagostera.

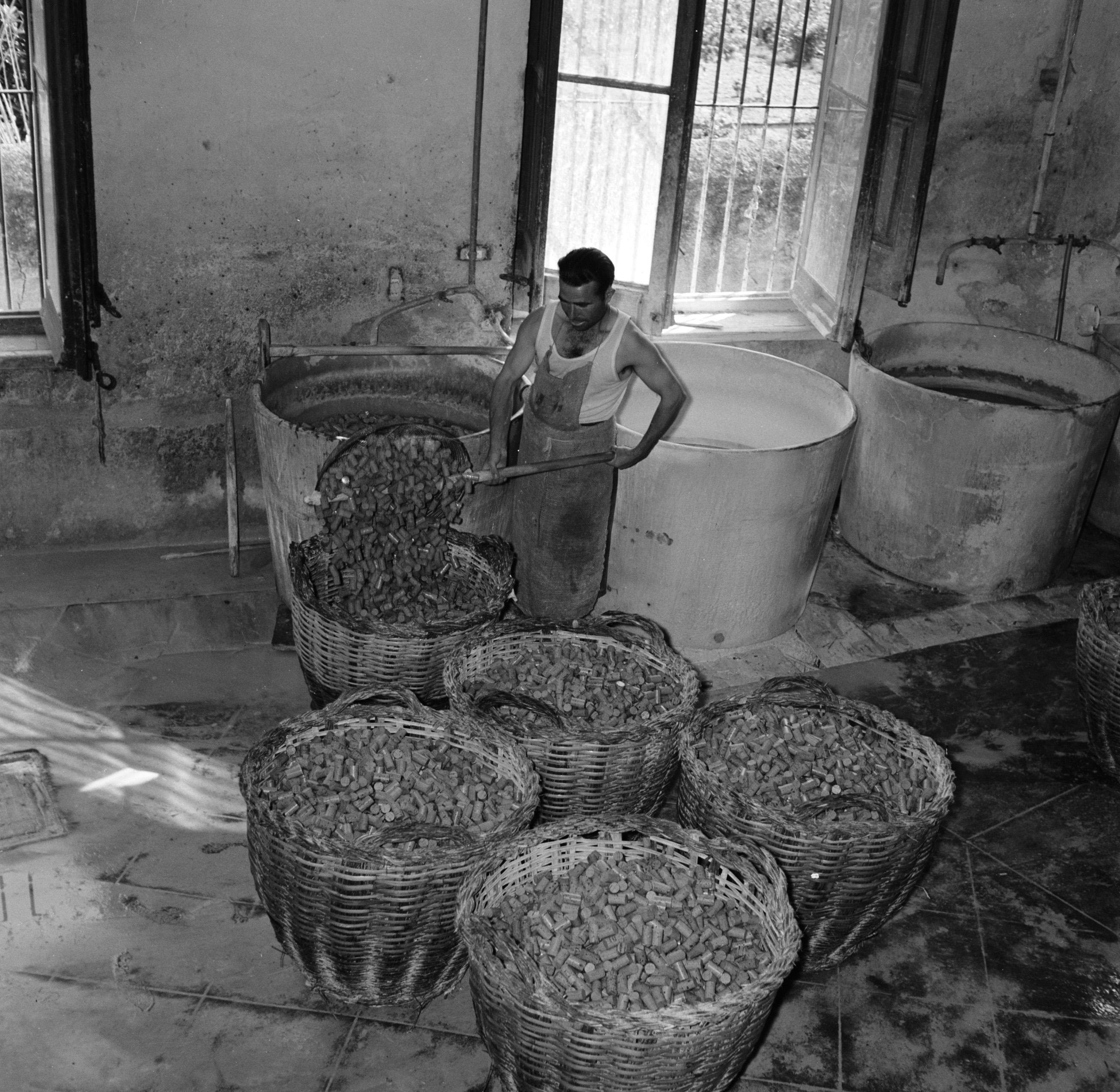
Indústria tapsurera a Llagostera,

#### Indústria surera
Llagostera fou una de les primeres poblacions a fabricar taps de suro, ja que es té constància que Josep Provençal, que exercia a la població el 1757, fou un dels primers tapers coneguts. El terme era abundant en boscos, d'ús comunal, especialment els del Montagut, que el diccionari Madoz de la dècada del 1840 assenyalava que abundava en sureres en explotació, fet que situa la seva plantació a final del segle xviii, quan els propietaris de masos van aconseguir l'ús particular dels boscos. Aquesta indústria fou un element d'expansió econòmica, urbanística i demogràfica, però passà per diverses crisis, provocades per la dependència a la demanda exterior, les diverses polítiques impositives, l'exportació del suro gironí sense elaborar, la mecanització d'altres països europeus i les guerres dels segles xix i xx. La dècada del 1890 és considerada l'època d'or d'aquesta indústria, un moment en què més d'un miler de persones treballaven en dotze màquines per a produir mil taps al dia.
L'activitat industrial relacionada amb el suro significà al principi del segle xix un creixement demogràfic i urbanístic de la població, alhora que veia néixer una classe obrera incipient. La dona entrà de ple al món laboral, com a treballadora assalariada o des de casa, però el seu sou era dues terceres parts el sou dels homes. És per això que el 1872 es constituí una Federació Local de la Federació Regional Espanyola de l'Associació Internacional de Treballadors (FRE-AIT), encapçalada per la sindicalista llagosterenca Isabel Vilà i Pujol.
El pas per Llagostera del ferrocarril que unia Girona amb Sant Feliu de Guíxols, l'anomenat Carrilet, que s'acabà de construir el 1892, va ser clau per l'impuls industrial del municipi. Els vagons de mercaderies substituïren els carros i les tartanes per a portar suro andalús i extremeny i exportar manufactures sureres cap a França. La millor època pel Carrilet fou la dècada de 1920, però es mantingué, amb alts i baixos, fins que l'estat retirà la subvenció la dècada del 1960 i el tren deixà de circular el 1969.
Els oficis artesanals es multiplicaren durant el segle xix. Funcionava la farinera a vapor de Jaume Roure que es convertiria en una fàbrica d'agulles, la farinera elèctrica dels Finazzi, la fàbrica d'aigües carbòniques, la indústria del sabó, lleixiu i detergents, la fàbrica de llana de suro per omplir matalassos dels Ferrer Boada o el taller de rellotges del passeig Pompeu Fabra. Esclopeters, ferrers, teixidors, serrallers, basters i espardenyers s'instal·laven al nucli antic, mentre que a Sant Llorenç hi havia cinc forns de rajoleria, que se sumaven als pagesos i pastors de sempre. A partir de mitjans del segle xix s'instal·laren fins a treinta-i-set molins de vent per pouar l'aigua de rec.

#### Dinamisme cultural
Políticament, el pròsper municipi a mitjans del segle xix estava integrat al partit de la Bisbal i era més partidari del federalisme que no pas dels carlins. A les parets del Casino Llagosterenc hi havia els retrats de Lincoln, Orsini, Garibaldi i la Taula dels drets i deures del ciutadà. Els federalistes del poble guanyaren les eleccions de després de la revolució de 1868. El 1869 participà en l'aventura del ganxó Pere Caimó que proclamà la República el 1869 a la Bisbal, amb 3.000 homes procedents de Llagostera i altres municipis propers, però les tropes governamentals assetjaren la Bisbal durant quatre dies. A la tercera guerra carlina, del 1872 al 1876, Llagostera fou sotmesa a un llarg bloqueig.
A la segona meitat del segle xix també aparegueren diverses iniciatives culturals. El 1862 Francesc de Paula Franquesa va crear un “Centro de instrucción” per a donar classes d'aritmètica, dibuix i escriptura a les nits. El 1888 es creà la societat Casino Llagosterenc. L'Escola de Belles Arts de Llagostera, nascuda el 1892, tingué un paper rellevant les primeres dècades del segle xx. El 1900 la passà a dirigir Rafael Mas i Ripoll, i després Pere Mayol i Borrell (1906-1986). Entre d'altres en sortiren pintors com mossèn Josep Gelabert i Rincón (1859-1936), Emili Vilà i Gorgoll (1887-1967) i Enric Marquès i Ribalta (1931-1994), entre d'altres.
Al tombant del segle xix al segle xx es van fundar diversos diaris al poble. El 1895 una colla de joves del poble van fer el diari humorístic quinzenal La Trompeta. Després aparegueren els també humorístics Chantecler i La sembra el 1910. El 1911 aparegué el primer diari no humorístic, el crític La Selva; i el 1917 el del Centre Regionalista, Renovació, i a la dècada del 1920 el mensual Joventut. Aquests diaris evidencien el dinamisme cultural al voltant del canvi de segle, però cap d'aquestes capçaleres arribà a la guerra civil. Abans d'entrar al segle xx, Llagostera comptava amb els elements culturals que marcarien el caràcter del municipi de les dècades següents.
Fins al 1910 l'Ajuntament no dictà l'obligatorietat de l'educació al municipi. Hi havia quatre escoles. Una eren les escoles oficials. Una altra era l'escola de noies de les Carmelites, impulsada per la llagosterenca Maria Gay i Tibau, fundadora de les Religioses de Sant Josep de Girona. També es creà el col·legi Sagrat Cor de Jesús a càrrec dels Germans de La Salle el 1904, que tancà el 1910. La Cooperativa La Regeneradora el 1902 va iniciar una escola laica i moderna pagant millor als mestres, que s'extingí el 1931. Fins a la dècada del 1960 no hi va haver les condicions per a una bona educació per la interinitat dels professors i la manca de locals adequats. Només els professors Abelard Fàbrega i Esteba i Julià Cutiller i Creus van revitalitzar la qualitat de l'ensenyament.

#### Guerra i franquisme

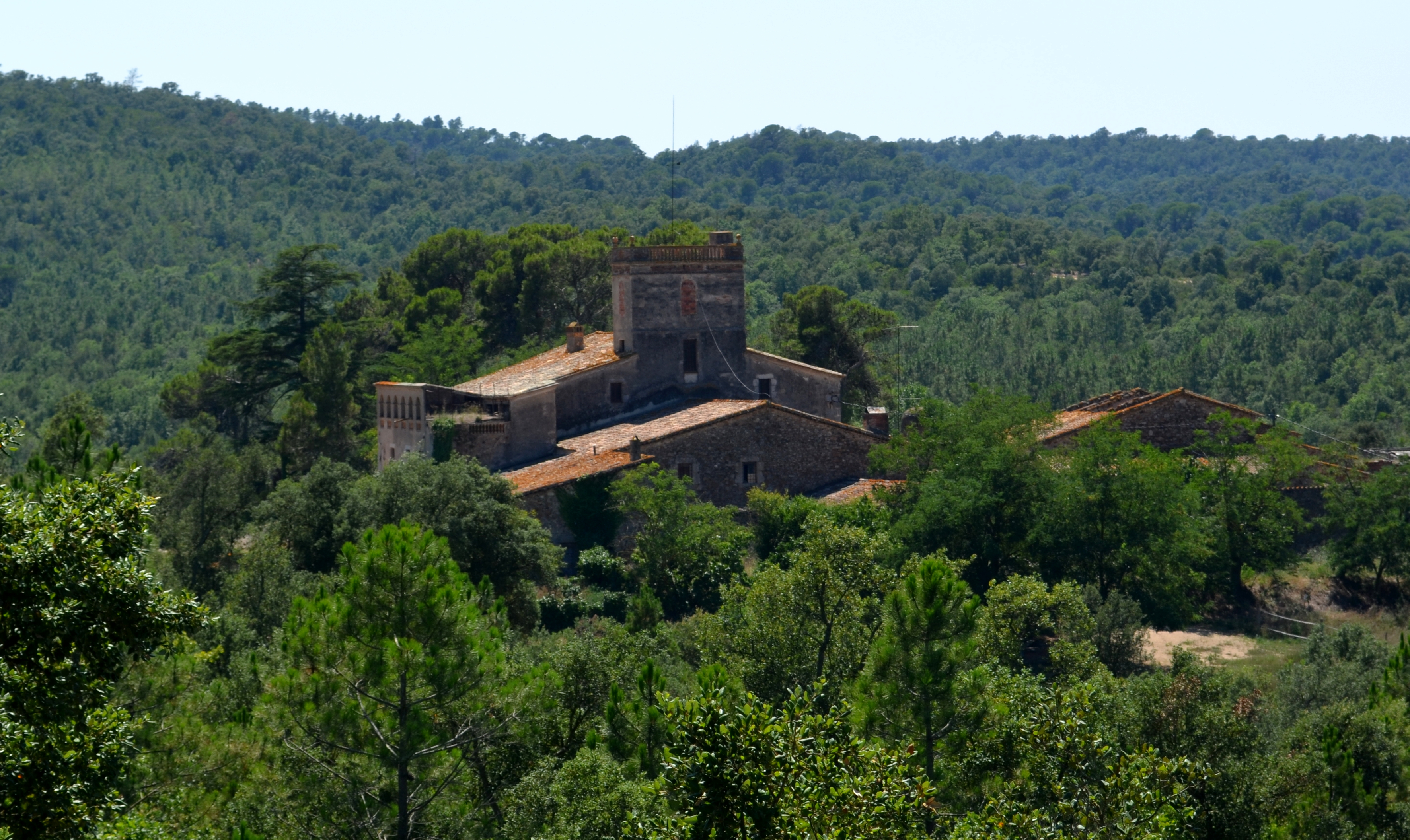
Can Vidal de Llobatera fou una de les cases on s'allotjaren els refugiats després de l'aixecament militar de Franco.

Políticament, la candidatura de Solidaritat Catalana va guanyar de manera aclaparadora les eleccions provincials del 1907, amb més del doble de vots que les altres tres candidatures juntes, entre les quals hi havia l'alcalde federal radical. Fins al 1923 els candidats a diputats provincials s'anaren separant entre els regionalistes de la Lliga i els republicans, mentre la CNT local anava guanyant terreny. L'intent secessionista dels fets del sis d'octubre del 1935 es traduí a Llagostera, el 19 del mateix mes, en la destitució de l'antic ajuntament republicà, amb l'argument d'haver donat suport i haver celebrat la proclamació de l'estat català. La crisi econòmica, social i política generà un profund malestar que s'allargà en el temps.
La Generalitat pensà que l'aixecament militar de Franco del 1936 duraria poc, i mentrestant el comitè antifeixista reorganitzà la vida del poble. L'etapa amb més violència de la Guerra Civil espanyola a Llagostera foren les primeres setmanes. El comitè requisà queviures de fàbriques i cases de pagès per a distribuir-los des de la Plaça Catalunya i omplir botigues. També col·lectivitzà els transports, els paletes, els mecànics, la indústria del suro i la farinera, per sotmetre'ls a la nova economia de guerra. També fou en aquest moment que se saquejà l'església i les propietats de particulars. La CNT no estigué d'acord amb els criteris de la Generalitat de l'octubre del 1936 per a establir els nous ajuntaments i fins al 8 de febrer del 1937 no s'arribà a un acord, en un context de manca crònica de queviures, preus disparats i una desorganització general només pal·liada una mica en espais municipalitzats: a Can Boada s'ensenyava, al Casino Llagosterenc s'hi veien pel·lícules i a la Torre Albertí s'hi instal·là el que quedava del museu.
Les bombes del 1937 caigueren en camps i no hi hagué conseqüències. El 1937 hi havia 426 refugiats a masies com Can Vidal de Llobatera, Can Codolar o Can Rissec, i cases particulars del poble, el que provocà conflictes sobretot pels problemes d'escolarització, la manca de queviures i els robatoris als conreus. El 2 de febrer del 1939 els republicans volaren els ponts de les rieres, però les bombes començaven a sentir-se, fins que arribà l'exèrcit nacional.
Mentre alguns emprenien l'exili, era el moment de recomptar els morts i començà la represàlia franquista i les condemnes a mort. Les institucions del feixisme local foren la Falange local, que va prendre el poder, i l'Auxilio Social, un centre de beneficència i oci local. Lenadre Calm fou alcalde des del 1946, organitzà pomposes rebudes als dirigents franquistes, inaugurà el camp de futbol i enllestí l'abastament d'aigua potable fins que fou destituït el 1955, quan el substituí Climent Casanovas.
A la dècada del 1960 el boom turístic i la febre de la construcció van ser la causa de la creació de més d'una desena d'urbanitzacions aïllades, algunes de les quals evolucionaren en barraquisme o passaren de ser segona residència a ser la primera. A partir de la dècada del 1950 s'aconseguiren nous equipaments públics, com el clavagueram del 1955 o les escoles del Puig el 1963. La dècada del 1970 es van fer les cases barates i els blocs de pisos de la Cooperativa, però el més destacat fins a la dècada del 1980 fou la recuperació de la Casa de les Vídues, l'engrandiment de la Plaça Catalunya i la compra dels antics terrenys del Carrilet.

#### Democràcia
L'arribada de la democràcia es visqué amb incertesa però amb eufòria. Una trentena de persones assistiren a una reunió clandestina a Can Roig per a donar a conèixer les noves forces polítiques. El Bell Matí es renovà amb gent jove, organitzà diverses activitats i promogué activitats per a donar a conèixer els nous partits polítics. L'entitat excursionista va organitzar un seguit de conferències i col·loquis el maig del 1976 al Casino Llagosterenc amb noms com Miquel Roca i Junyent, Macià Alavedra o Josep Pallach i Carolà. A les primeres eleccions municipals democràtiques el 70% dels ciutadans amb dret a vot van acudir a votar a unes eleccions que guanyaria CiU pel 56% dels vots, seguit pel PSC (31%) i el PSUC (12%).
A la fi de 2001 la construcció de la línia d'alta tensió de Les Gavarres de Fecsa Endesa va tenir la seva oposició més destacada a la població de Llagostera, que es quedà sola contra la infraestructura, un fet que tingué un ampli ressò als mitjans. Els veïns consideraven que passava massa a prop de les cases i perjudicaria la seva salut. L'ajuntament encapçalat per Josep Lluís Postigo i Garcia es convertí en l'últim alcalde en oposar-se a la construcció de la línia. Malgrat l'oposició al projecte, el setembre del 2001 s'iniciaren les obres amb un fort desplegament dels mossos d'esquadra. Amb el nom de Llagosterix els veïns van fer un irònic acte d'inauguració lúdic-reivindicatiu amb cercaviles acabades les obres. El 2014 la Unió Esportiva Llagostera de futbol assolí la segona divisió espanyola de futbol, un equip que el 2022 va ser absorbit pel Club de Futbol Badalona. Des del 2007 i fins al 2019 l'alcalde va ser Fermí Santamaria i Molero, de Junts per Catalunya. Toni Navarro, d'ERC, va ser l'alcalde des del 2019 al 2023. Narcís Llinàs, de Junts, és l'actual alcalde.

## Demografia

### Evolució
Des de mitjan segle xiv fins a mitjan segle xvi la població de Llagostera es mantingué estable en menys de cinc cents habitants que vivien dins les muralles medievals perquè hi havia una alta natalitat i una alta mortalitat, sobretot per les calamitats cícliques com la pesta del 1652. Del segle xviii al segle xix, amb el creixement propiciat pel desenvolupament de la indústria del suro la població es multiplicà per quatre en un segle i mig, passant de 985 a 3.500 habitants entre el segle xviii i el xx. Des de la fi del segle xix fins a la dècada de 1930 la crisi surera, relacionada amb la Primera Guerra Mundial i la gran depressió econòmica, començà a decréixer la població. La Guerra Civil provocà un descens significatiu, ja que Llagostera passà dels 4.237 habitants del 1895 als 3.657 de la dècada del 1940. Acabada la guerra la població es recuperà per l'inici del boom turístic i per l'arribada d'immigrants. Els últims anys el creixement de la població és lent però sostingut.
| 1497 f | 1515 f | 1553 f | 1717 | 1787  | 1857  | 1877  | 1887  | 1900  | 1910  |
| ------ | ------ | ------ | ---- | ----- | ----- | ----- | ----- | ----- | ----- |
| 96     | 95     | 100    | 985  | 1.592 | 3.529 | 4.232 | 4.256 | 4.140 | 4.181 |

| 1920  | 1930  | 1940  | 1950  | 1960  | 1970  | 1981  | 1990  | 1992  | 1994  |
| ----- | ----- | ----- | ----- | ----- | ----- | ----- | ----- | ----- | ----- |
| 3.985 | 4.090 | 3.657 | 3.812 | 4.005 | 4.464 | 5.013 | 5.321 | 5.363 | 5.363 |

| 1996  | 1998  | 2000  | 2002  | 2004  | 2006  | 2008  | 2010  | 2012  | 2014  |
| ----- | ----- | ----- | ----- | ----- | ----- | ----- | ----- | ----- | ----- |
| 5.410 | 5.565 | 5.769 | 6.072 | 6.461 | 7.062 | 7.614 | 7.915 | 8.157 | 8.198 |

| 2016  | 2018  | 2020  | 2022  | 2024  | 2026 | 2028 | 2030 | 2032 | 2034 |
| ----- | ----- | ----- | ----- | ----- | ---- | ---- | ---- | ---- | ---- |
| 8.266 | 8.297 | 8.647 | 9.024 | 9.508 | -    | -    | -    | -    | -    |

### Origen i parla
Pel que fa a la procedència dels habitants, l'any 2000 la població estrangera suposava el 7,09% (409 persones), un percentatge que evolucionà de manera gradual fins al 2009, quan arribà al 17,08% (1.327 persones). El percentatge s'ha mantingut estable, el 2013 hi havia 1.441 estrangers que suposaven el 17,57% del total. Pel que fa als països de procedència dels estrangers, el 2013 els 657 llagosterencs procedents del Marroc suposaven el 45,59% dels estrangers. Els altres països d'origen més rellevants eren Gàmbia (144 habitants), Romania (137 h.), Bolívia (48 h.), Hondures (40 h.), Ucraïna (38 h.), Itàlia (35 h.), Països Baixos (33 h.), Alemanya (27 h.), Regne Unit (26 h.) i França (23 h.), entre d'altres. A Llagostera es parla el català oriental central amb alguns trets del català salat, tal com li correspon per la seva posició geogràfica.
| Coneixement del català a Llagostera | L'entén | El sap parlar | El sap llegir | El sap escriure | No l'entén | Total |
| ----------------------------------- | ------- | ------------- | ------------- | --------------- | ---------- | ----- |
| Total                               | 7.504   | 6.510         | 6.600         | 5.182           | 272        | 7.776 |
| %                                   | 96,5    | 83,7          | 86,8          | 66,6            | 3,5        | 100   |

## Política

### Història política

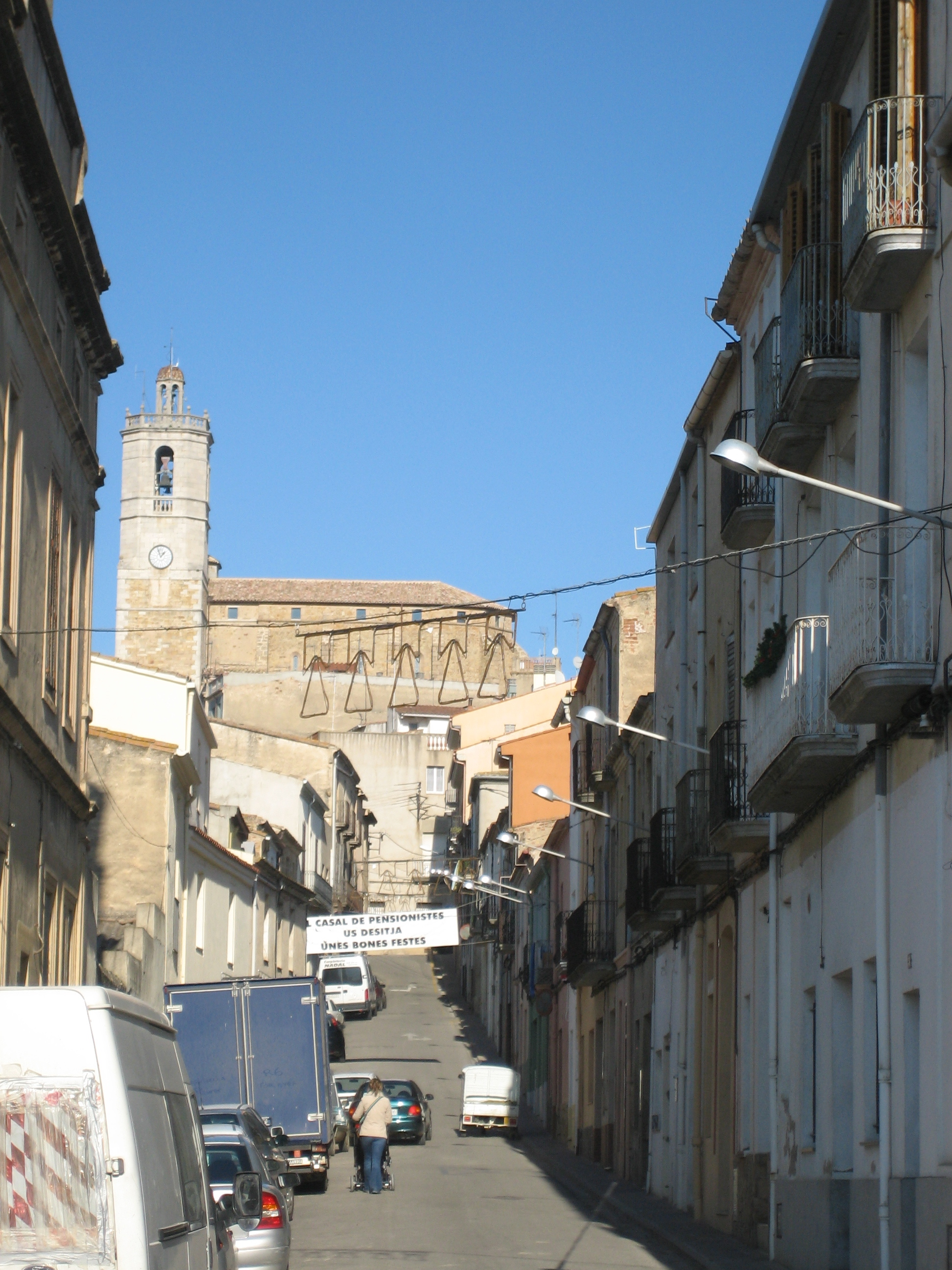
L'Església des del carrer Concepció de Llagostera

Les primeres eleccions democràtiques es van celebrar el 3 d'abril del 1979 amb les candidatures encapçalades per Maria Gifre i Rodríguez (CiU), Salvador Parés i Vila (PSC) i Maria Asunción Serra Bou (PSUC). El 70% dels ciutadans amb dret a vot van acudir a votar a unes eleccions que guanyaria CiU pel 56% dels vots, seguit pel PSC (31%) i el PSUC (12%). La primera etapa es caracteritzà per les dimissions dels socialistes Montserrat Bosch, Salvador Parés i Lluís Nuell, el convergent Joan Soler, la membre del PSUC Maria Serra, i finalment l'alcaldessa, que va deixar l'alcaldia en mans de Josep Codina. Durant aquests primers anys s'elaborà el planejament urbanístic, es canviaren els noms dels carrers, es començà la zona esportiva, es decidí fer la biblioteca a la Casa de les Vídues i s'impulsaren activitats per a fomentar el català.
A les eleccions convocades pel 8 de maig del 1983 es presentaren Josep Puig (CiU), Josep Albà (PSC), Joan Puigdemunt (ERC) i María Asunción Serra (PSUC). El 71% dels electors exerciren el dret a vot per tornar a donar la victòria a CiU (56%), seguida del PSC (29%), ERC (8%) i PSUC (5%). Després de noves dimissions el PSC formà la primera oposició municipal per discrepàncies amb les polítiques d'educació. Durant aquest període es començà la zona industrial, s'impulsà un nou dispensari municipal i es donà una nova empenta a la cultura amb un nou museu d'arqueologia i etnologia. També es va impulsar la llar del jubilat i la Ràdio municipal.
El PSUC no es presentà a les eleccions del 10 de juny del 1987, els llagosterencs hagueren de triar entre Narcís Casas (CiU), Lluís Nuell (PSC) i Alfons Elordi (ERC). Votaren el 67,68% dels electors, que van emetre el 60% dels vots per a CiU, el 24% per al PSC i el 12% per a ERC. D'aquesta manera Casas continuà com a alcalde. Impulsà la nova Plaça Catalunya, el pavelló poliesportiu, semàfors a la carretera i la remodelació de les dependències municipals. A les eleccions del 26 de maig del 1991 es presentà una nova formació totalment independent, encapçalat per Josep Galobardes (Independents de Llagostera), juntament amb Narcís Casas (CiU), Alfons Elordi (ERC) i Lluís Nuell (PSC). Votaren el 68% dels electors, que tornaren a fer alcalde a Casas amb el 45% dels vots, seguit per Independents (33%), PSC (14%) i ERC (5%). En aquesta etapa s'acabaren els projectes iniciats a l'anterior, es va fer la depuradora i es remodelà l'hospital.
A les eleccions del 28 de maig del 1995 s'hi presentà un nou partit, ICV, encapçalat per Lluís Postigo, juntament amb Casas (CiU), Montserrat Pla (PSC), Jordi Noguera (ERC). Votaren el 67,2% dels electors, que donaren el 55% dels vots a CiU, el 18% al PSC, el 15% a ICV i el 10% a ERC. La mort de Casas per un càncer, el 23 de novembre 1996, va ser una baixa molt sentida pel seu paper en la transició democràtica al municipi. Pilar Sancho, tinent d'alcalde, assumiria la batllia del poble, continuista amb la de Casas. Es construïren diverses instal·lacions municipals com una deixalleria municipal, el polivalent i uns nous estudis per la ràdio. També es donà un impuls a la cultura amb la creació de la beca Esteve Fa i l'impuls de la colla gegantera i la promoció amb la campanya Llagostera té un toc.
Amb una CiU renovada, la unió del PSC, ERC i ICV sota Entesa per Llagostera i l'aparició del PP es convocaren les eleccions del 13 de juny del 1999 que desbancarien a CiU. Anaren a votar el 66% dels electors per a donar el 48% dels vots a Lluís Postigo (Entesa), el 44% a Josep Comas (CiU) i el 4% a Gabriel Sánchez (PP). Durant l'etapa de Lluís Postigo s'impulsà la construcció de l'institut, es feren diverses actuacions urbanístiques i s'amplià el CAP. Però el fet més recordat seria l'oposició del municipi a la línia d'Alta Tensió de les Gavarres, que la Generalitat acabaria imposant per decret. El lideratge de Postigo en aquesta pugna dels llagosterencs contra el govern de la Generalitat li permetrien conservar l'alcaldia a les eleccions que se celebraren el 25 de maig de 2003, després de rebre el 56% dels vots, en enfront del 41% de CiU i el 2,6% del PP. En aquesta etapa de vuit anys s'iniciaren diversos projectes, començaren i acabaren les obres de la variant de Llagostera, s'impulsà la recollida selectiva i es mantingueren els comptes sanejats.
A les eleccions del 2007 Fermí Santamaria i Molero (CiU) obtingué el 40,3% dels vots, enfront del 18% del PSC, 13% d'ICV, 13% d'ERC, 10,8% d'IxLl i 4,5% del PP. A les eleccions de 2015 nou dels regidors escollits eren de CiU i formaven l'equip de govern. L'oposició estava formada per tres regidors d'ERC-AM i un d'ALL-E. Santamaria revalidà l'alcaldia per primera vegada a les eleccions del 2011 amb el 62,4% dels vots, seguit per Jordi Noguera d'ERC (12%) i Lluís Postigo d'Alternativa (9,5%). El 2015 tornà a revalidar l'alcaldia amb el 64,46% dels vots, seguit per ERC (19,44%) i ALL (10,47%). Fermí Santamaria seguí essent alcalde de Llagostera fins que decidí no tornar-se a presentar, el 2019. Toni Navarro d'ERC esdevingué el nou alcalde després d'un pacte amb Enric Ramionet de CUP-ALL. El 2023 Narcís Llinàs de Junts pactà amb Àlex Màqueda del PSC per assegurar-se la majoria absoluta.
Llista d'alcaldes des de les eleccions democràtiques de 1979:
| Període   | Nom de l'alcalde             | Partit |
| --------- | ---------------------------- | ------ |
| 1979–1980 | Maria Gifré i Rodríguez      | CiU    |
| 1980–1983 | Josep Codina i Costa         | CiU    |
| 1983–1987 | Josep Puig i Rodó            | CiU    |
| 1987–1999 | Narcís Casas i Masgrau       | CiU    |
| 1995–1999 | Pilar Sancho i Espigulé      | CiU    |
| 1999–2007 | Josep Lluís Postigo i Garcia | ICV    |
| 2007–2019 | Fermí Santamaria i Molero    | JxCat  |
| 2019–2023 | Toni Navarro Robledo         | ERC    |
| 2023–act. | Narcís Llinàs i Gavilan      | Junts  |

### Govern municipal
El ple de l'Ajuntament es compon per 13 regidors.
Els regidors que sortiren escollits a les eleccions del 2023 i que componen el ple municipal són els següents:
| Nom del regidor             | Càrrec          | Partit        |
| --------------------------- | --------------- | ------------- |
| Narcís Llinàs Gavilán       | Alcalde         | CM Junts      |
| Pilar Aliu Bou              | Equip de govern | CM Junts      |
| Adrià Guinó Turon           | Equip de govern | CM Junts      |
| Jordi Mir i Frigola         | Equip de govern | CM Junts      |
| Irene Miquel Valentí        | Equip de govern | CM Junts      |
| María Carmen Flores Ruiz    | Equip de govern | CM Junts      |
| Àlex Maqueda Moreno         | Equip de govern | PSC-CP        |
| Eduard Diaz Capallera       | Oposició        | ERC-AM        |
| Lorena Quiñones Quiñones    | Oposició        | ERC-AM        |
| Daniel Daunis Llobet        | Oposició        | ERC-AM        |
| Sílvia Fà Cateura           | Oposició        | ERC-AM        |
| Aniol Vinyoles Bernatallada | Oposició        | ERC-AM        |
| Jordi Casas Comas           | Oposició        | CUP-ALL-AMUNT |

## Cultura

### Calendari festiu

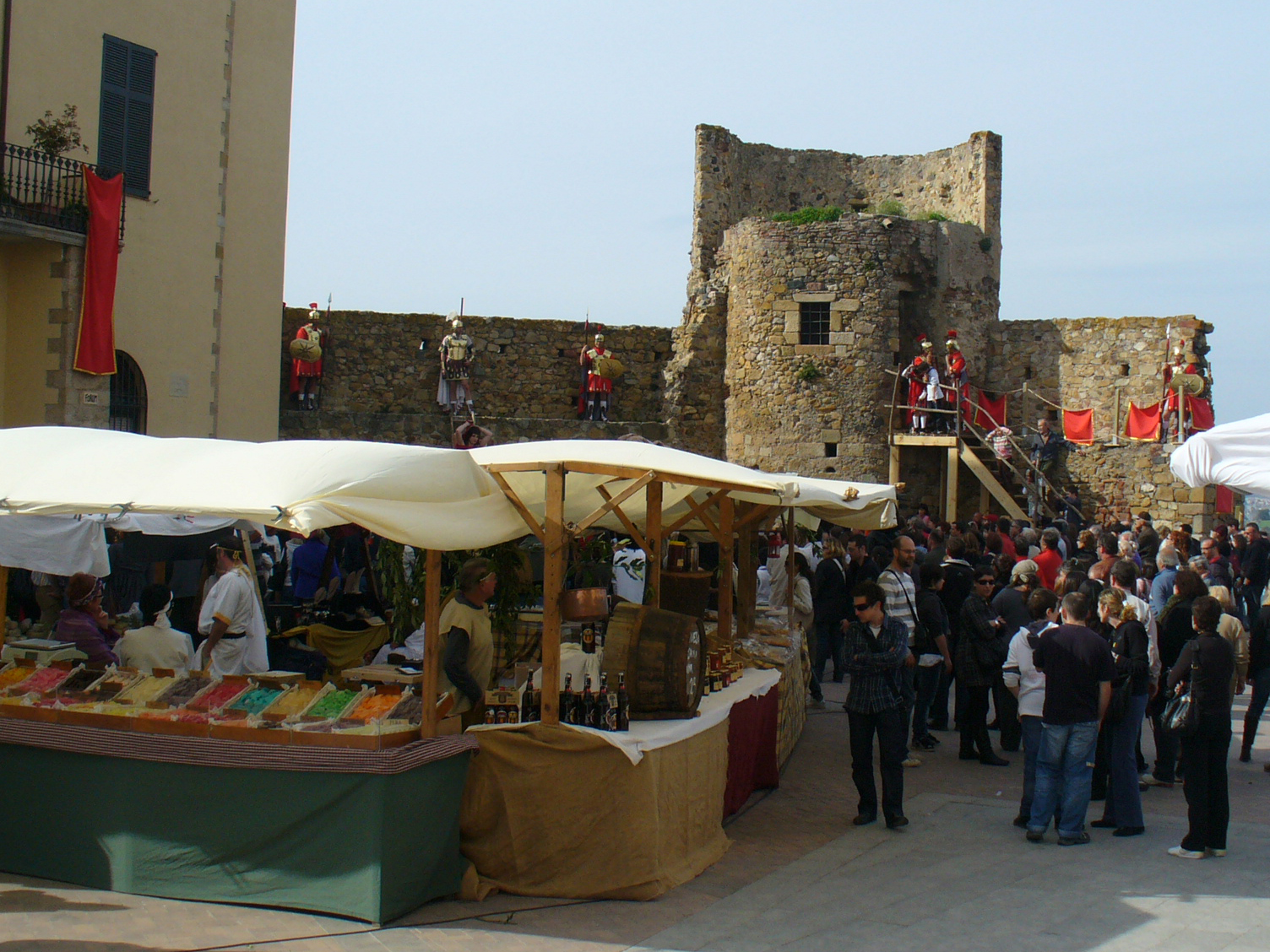
El Mercat Romà de Llagostera és una fira de parades artesanals ambientada en l'època romana que se celebra per Setmana Santa des del 2007.

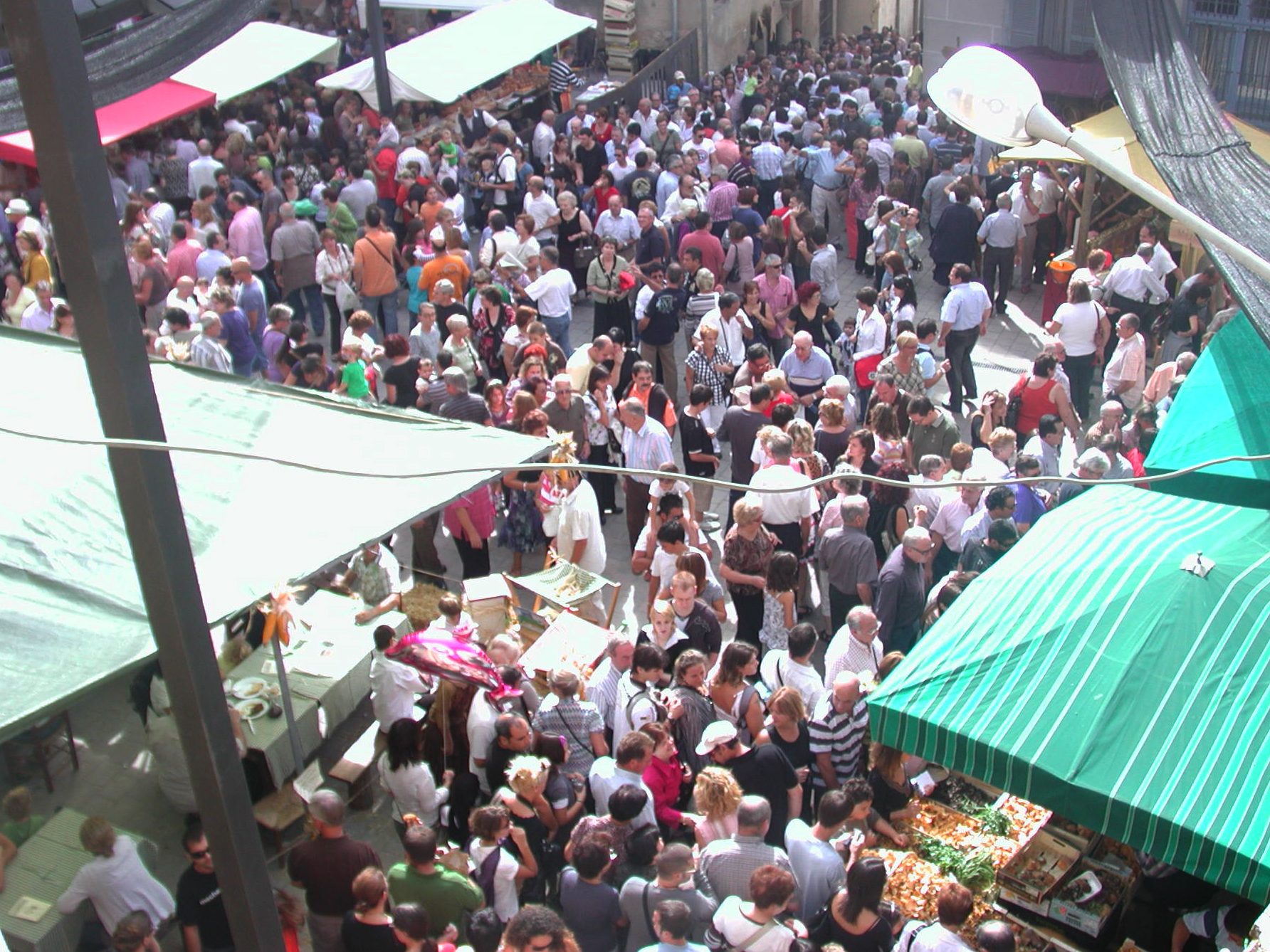
La Fira del Bolet és una fira que des del 2003 se celebra al nucli antic de Llagostera cada 12 d'octubre i recull la llarga tradició boletaire entre els massissos de les Gavarres i l'Ardenya.

Entre els esdeveniments que se celebren cada any destaca la Festa Major de Llagostera, que se celebra a la Segona Pasqua, així com La Fira del Bolet, el Mercat Romà, la Fira del Batre, la Fira de Nadal o Sant Antoni Abat.
- El Mercat Romà cada Diumenge de Rams ofereix un mercat ambientat en l'època romana amb artesans vestits d'època juntament amb altres activitats com lluites de gladiadors i una desfilada dels Manaies de Llagostera, que van iniciar la tradició d'aquest esdeveniment.[79][80]
- La Festa major de Llagostera se celebra per la Segona Pasqua i a més de les atraccions incorpora diverses activitats com concerts, un concurs de dibuix, correfocs i pirotècnia.[81]
- La Fira del Batre se celebra a la darrera setmana de juliol i consisteix que col·lectius de pagesos, agricultors i caçadors de Llagostera mostren la seva feina i de quina tradició procedeixen.[82]
- La Fira del Bolet, cada 12 d'octubre des del 2003, se celebra al nucli antic, on se situa un mercat ambientat a principi del segle xx amb activitats, demostracions d'oficis, exposicions i tasts de productes relacionats amb els bolets.[83]
- La Fira de Nadal se celebra durant el període nadalenc i consisteix en diverses parades i el Tió Solidari, on tothom té regal.[84]
- L'Associació de restaurants de Llagostera organitza anualment jornades gastronòmiques pels volts de la festa major, el Mercat Romà i la Fira del Bolet.[85]

### Patrimoni arquitectònic
El medieval Castell de Llagostera, la renaixentista Casa de les Vídues i el derruït Castell de Montagut són els tres edificis del municipi que estan protegits com a Bé Cultural d'Interès Nacional. El castell i l'església de Sant Feliu de Llagostera defineixen la silueta urbana del municipi. Entre els 51 monuments del municipi protegits com a Bé Cultural d'Interès Local hi ha el Casino Llagosterenc, amb una àmplia trajectòria al municipi, que el 2014 rebé el premi Creu de Sant Jordi. També disposa d'un centre d'interpretació a Can Caciques. El juliol del 2013 l'ajuntament va posar en marxa una pàgina web d'informació turística en català, castellà, anglès i francès.

#### Museus
- El centre d'interpretació de Can Caciques, situat al carrer Processó, permet conèixer la vila medieval de Llagostera a partir de les restes conservades com la muralla de Llagostera, i de les investigacions històriques i arqueològiques, amb especial incidència en el castell, el doble recinte emmurallat i l'entramat de carrers.[89]

- El Museu Vilà mostra obres d'Emili Vilà i Gorgoll, entre d'altres. Fou obert pel mateix artista a casa seva, la Casa Franquesa de Llagostera.[90][91]

#### Edificis d'interès nacional

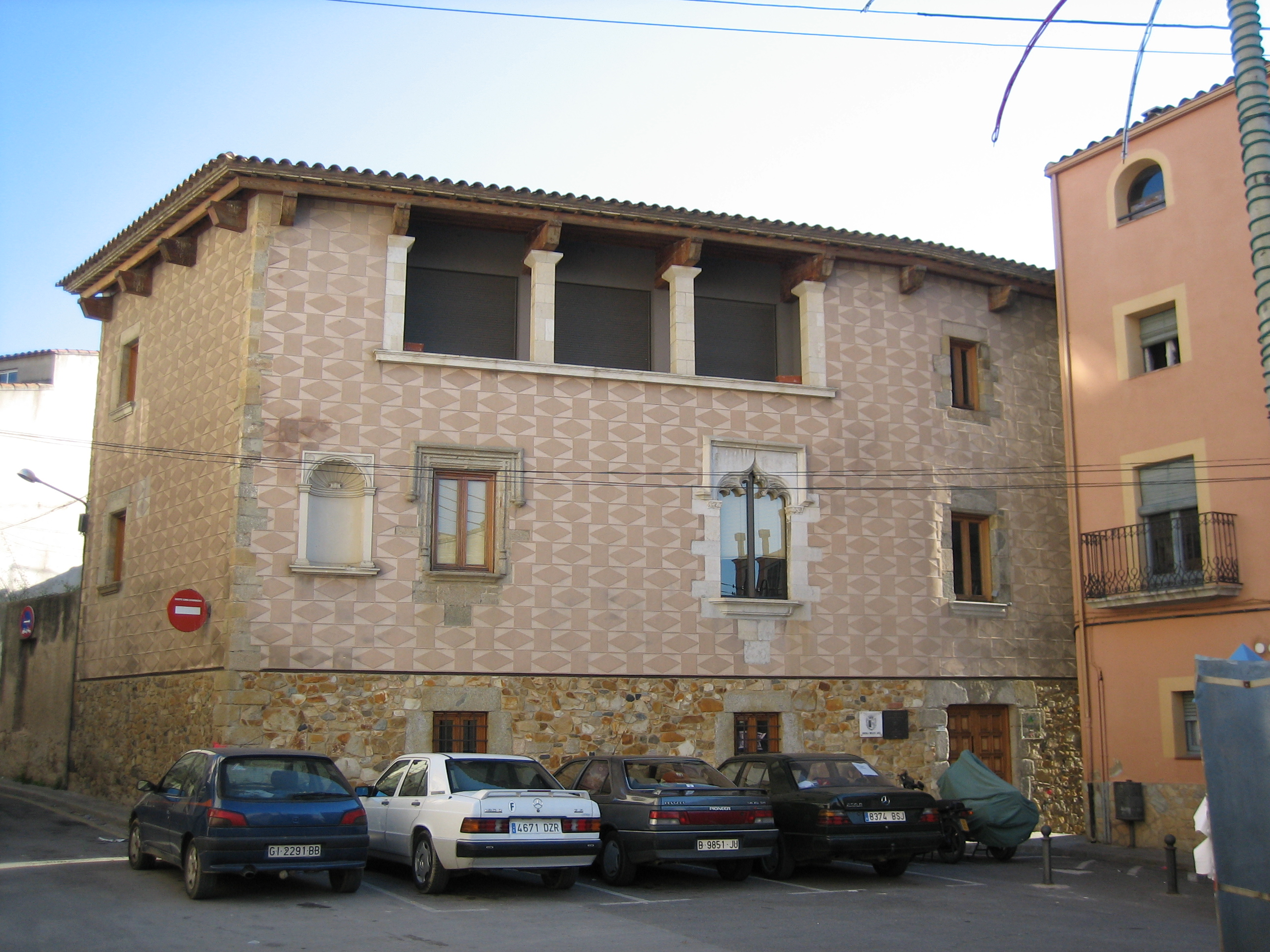
Casa de les Vídues de Llagostera

- La Casa de les Vídues és una antiga masia que restà abandonada fins a la seva declaració com a monument historicoartístic. Destaquen dues finestres del primer pis d'arc conopial amb decoracions flamígeres i guardapols i ampit emmotllurat, alhora que una altra de plenament renaixentista. El 1982 l'edifici, de propietat municipal, es va restaurar.[92]

- El Castell de Llagostera, és una gran fortalesa del segle xiii que pot tenir el seu origen en habitatges i defenses iberes, romanes o visigòtiques. Del primitiu castell dels comtes de Barcelona passà a convertir-se als segles XIV-XV en un poderós conjunt fortificat amb dos o tres recintes emmurallats i diverses torres, de les que encara es conserven dos. El material de construcció foren les sorrenques dures i els granits, més o menys afilerats.[93]

- El Castell de Montagut és una fortalesa situada al pic de Montagut de la que actualment es conserven les restes d'una torre i de la fortificació al cim.[94]

#### Altres edificis

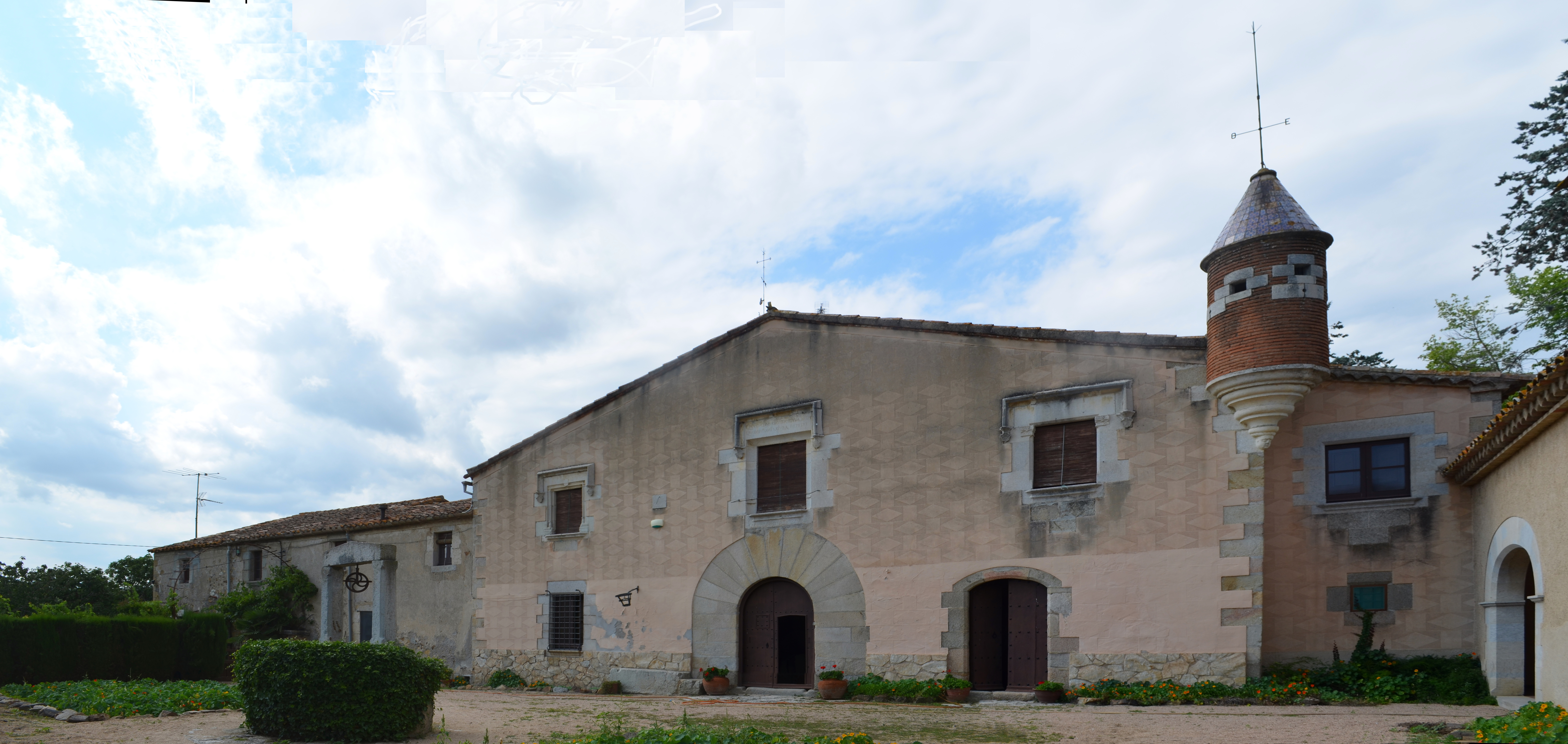
La Torre Albertí és una de les masies tradicionals de Llagostera

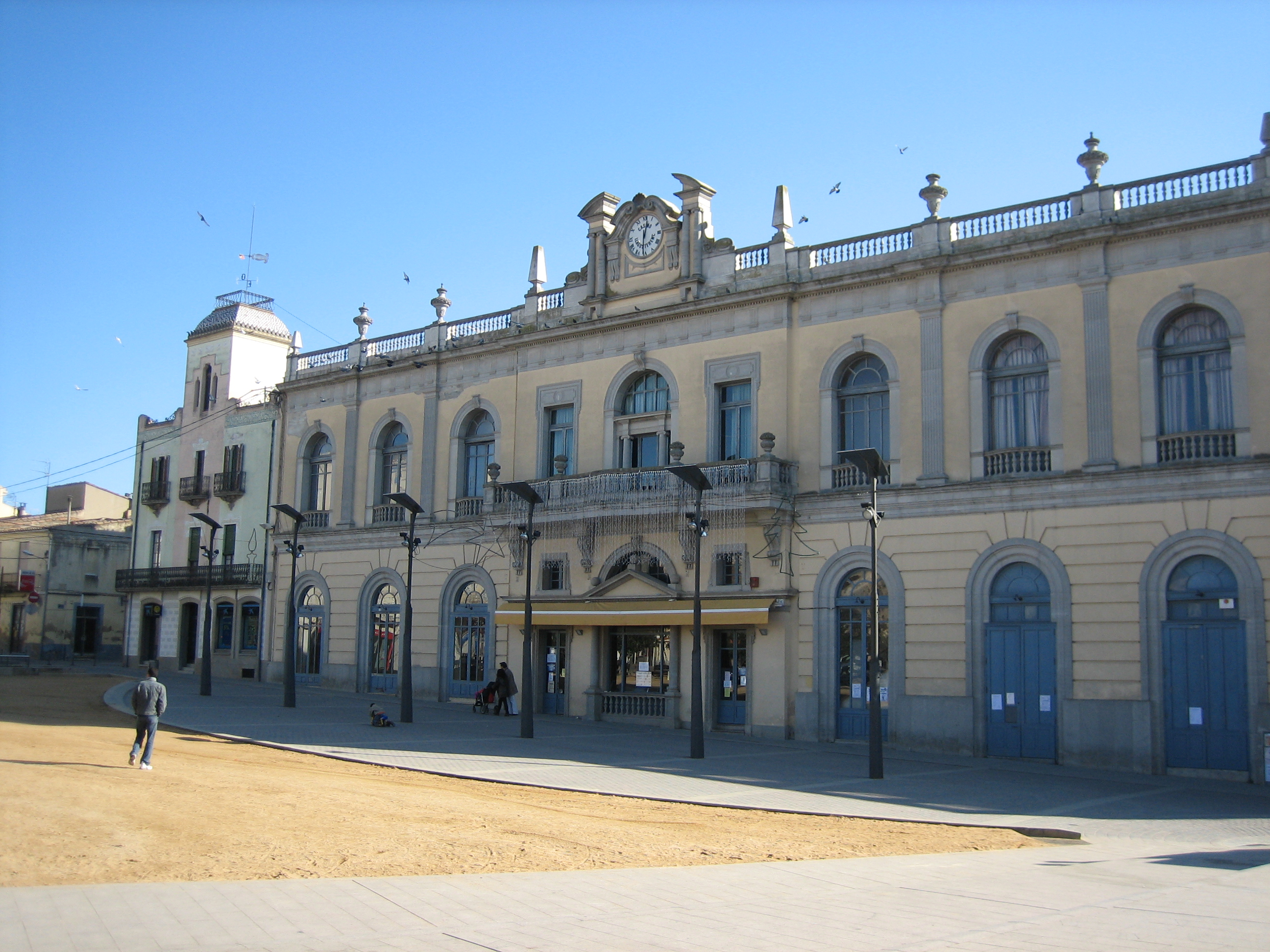
El Casino Llagosterenc

- Sant Feliu de Llagostera és una església de planta rectangular d'una sola nau i absis poligonal. La volta és d'arcuacions gòtiques del segle xv, reforçada exteriorment amb contraforts. Parets portants de pedra morterada i façana principal amb pedra de Girona concertada. És interessant la portalada d'estil barroc català amb columnes i frontó trencat per volutes.[95]

- L'Estació de ferrocarril de Llagostera és un edifici aïllat de planta rectangular i coberta a dos vessants entrecreuats, amb utilització de teula plana. Grans ràfecs i decoracions de terra-cuita en els careners. El sòcol, les cantonades i l'entorn de les obertures són d'obra vista. L'edifici annex de serveis s'ha conservat. Aquest mateix tipus constructiu d'estació hom el pot trobar al llarg de tots els pobles de la línia d'aquell ferrocarril, on actualment passa la Ruta del Carrilet II, la via verda de Girona a Sant Feliu.[96]

- El Casino Llagosterenc és una entitat fundada el 1856 en el marc del moviment associatiu que viu de la població al segle xix, vinculat a l'expansió de la indústria surotapera. La seu actual de l'entitat, inaugurada el 1891 i reformada el 1929, respon als postulats academicistes del Noucentisme. La Generalitat de Catalunya atorgà la Creu de Sant Jordi a l'entitat el 2014.[86]

- La Casa Ribera és un edifici de planta quadrada, que destaca pels balcaons i els elements decoratius com les mènsules dels balcons, amb elements florals i caps humans inspirats en personatges del món rural. Té pintures modernistes a les llindes de les balconeres i el fris del coronament amb decoracions geomètriques i vegetals. Els interiors són estucats i es conserven en bon estat. És un dels casals d'inspiració modernista més interessants de Llagostera. Actualment es troba semiabandonat.[97]

- La Capella de Sant Llorenç, situada al cim del Turó de la Capella, actualment presenta planta rectangular, parets portants de pedra morterada amb carreus de pedra ben tallada a les cantonades. Es conserven els pilars de pedra morterada que sostenien la coberta d'embigats de fusta del porxo d'entrada. Destaquen la porta llinda horitzontal i una finestra conopial amb decoracions esculpides amb forma d'estrelles lobulades d'arrel romànica. Es conserva l'espadanya amb la campana de la capella.[98]

- La Torre Albertí és una masia tradicional de planta rectangular amb parets portants de pedra morterada i coberta de teula amb dos vessants, amb façana estucada i decorada parcialment amb formes geomètriques. Destaquen la porta dovellada i una finestra enreixada en la planta baixa. Al pis superior hi ha tres finestres renaixentistes amb trencaaigües amb l'escut de la família Albertí.[99]

- Can Vidal de Llobatera és un conjunt d'edificacions al voltant d'un casal de planta rectangular amb parets de pedra i tres crugies. La façana principal presenta les obertures amb carreus de pedra i tres finestres de factura renaixentista a la planta principal. Aquestes, al segle xviii, foren transformades en finestres balconeres amb guardapols i arrencaments esculpits. És una de les diverses masies històriques catalogades que hi ha als afores del municipi.[100]

### Mitjans de comunicació
- Llagostera Ràdio és una l'emissora municipal de Llagostera des del 8 d'abril de 1984[101][102] i es pot sintonitzar al 105.7 FM (Gironès) o bé per internet, on també es poden descarregar tots els programes amb format mp3. Tota la programació, que és pròpia tot el dia, és en català. És seguida per 4.000 oients de Llagostera, amb un 14% de share.[103] El projecte va començar el 1983 amb grup de joves entre els qui hi havia l'exregidor Joan Gruart i el qui en va ser el primer director, Joan Carles Buhigas. El primer local de l'emissora estava situat al número 1 del carrer Àngel Guimerà. Per a solucionar els problemes d'espai, al cap de tretze anys es traslladaren als estudis actuals, al carrer Sant Pere.[104] Ramon de Arriba va ser-ne director entre el 1999 i el 2003, un càrrec que en l'actualitat té Enric Sánchez.[105]

- El Butlletí és una revista d'informació local que es va fundar el 1980. L'Associació de Veïns 23 de febrer va fer 56 números de la revista entre el 1980 al 1989. En va agafar el relleu l'Associació Cultural Els Papu-Tisores[106] el 1995, fent 32 revistes fins al 2003 en una primera etapa, vuit més del 2004 al 2005 en una segona etapa i 14 més entre el 2008 i el 2011 en la tercera etapa. Durant la quarta etapa va organitzar els Premis Culturals Butlletí per reconèixer les tasques que es realitzen al poble per potenciar la cultura des del 2010.[107][108][109] Des del 2018 viu la cinquena etapa.[110]
- Elpolltv és un diari digital i televisió d'informació local de l'Associació Audiovisuals Llagostera iniciat per Marc Sureda i David Molero. La televisió va començar a emetre al setembre del 2010[111] i ha fet alguns informatius en àrab.[112]
- Canal Ajuntament és un portal d'actualitat municipal de Catalunya i Andorra amb seu a Llagostera, que el 2023 va ser premiat per l'AMIC per "la seva tasca informativa, social i de difusió de la llengua catalana.[113]

## Economia
Hi ha més llagosterencs amb feina que no pas gent que treballi al municipi. El 2011 hi havia 6.656 llagosterencs de més de 15 anys, dels quals 4.411 formaven part de la població activa, i d'aquests 3.172 tenien feina. En canvi, amb dades de 2013, treballant al municipi hi havia 1.840 persones, dels quals 689 eren autònoms.
Els serveis són el principal sector de l'ocupació al municipi, ja que donen feina a 1.191 persones. També és el sector que aporta un valor afegit brut (VAB) més elevat, amb 67,2 milions d'euros, per davant de la construcció (28 milions), la indústria (14,8 milions) i l'agricultura (2,2 milions). Pel que fa als comerços, una setantena de botigues del poble formen part de la Unió de Botiguers de Llagostera. Hi ha grans centres comercials, com l'Spar, el Consum o el Bonpreu.
Durant la dècada del 2010 s'hi van establir diversos outlets. El 2014 va obrir un outlet de Massimo Dutti que es va sumar al que ja hi havia de Red Oulet. El 2019, amb Oysho, Tèxtil Tarragó i El Dorado en sumaven cinc. El 2022 n'hi havia set.
Pel que fa al turisme, el 2013 a Llagostera hi havia 2 hotels amb un total de 64 places, un càmping de 603 places i dues cases de turisme rural amb 24 places.
A molta distància queda el sector secundari, amb 308 treballadors de la construcció i 268 en la indústria. Finalment, el sector agrícola dona feina a 73 persones. De les 96 explotacions agràries que consten a les dades 2013, n'hi ha 95 que tenen terres, que en total sumen 1.921 hectàrees, i que s'utilitzen principalment per llaurar herbacis. 58 de les explotacions tenen ramaderia, amb 2.658 caps de bovins, 1.735 d'ovins, 557 de cabrum, 8.739 de porcins, 88.171 d'aviram, 11 conilles mares i 29 cavalls.

## Esports

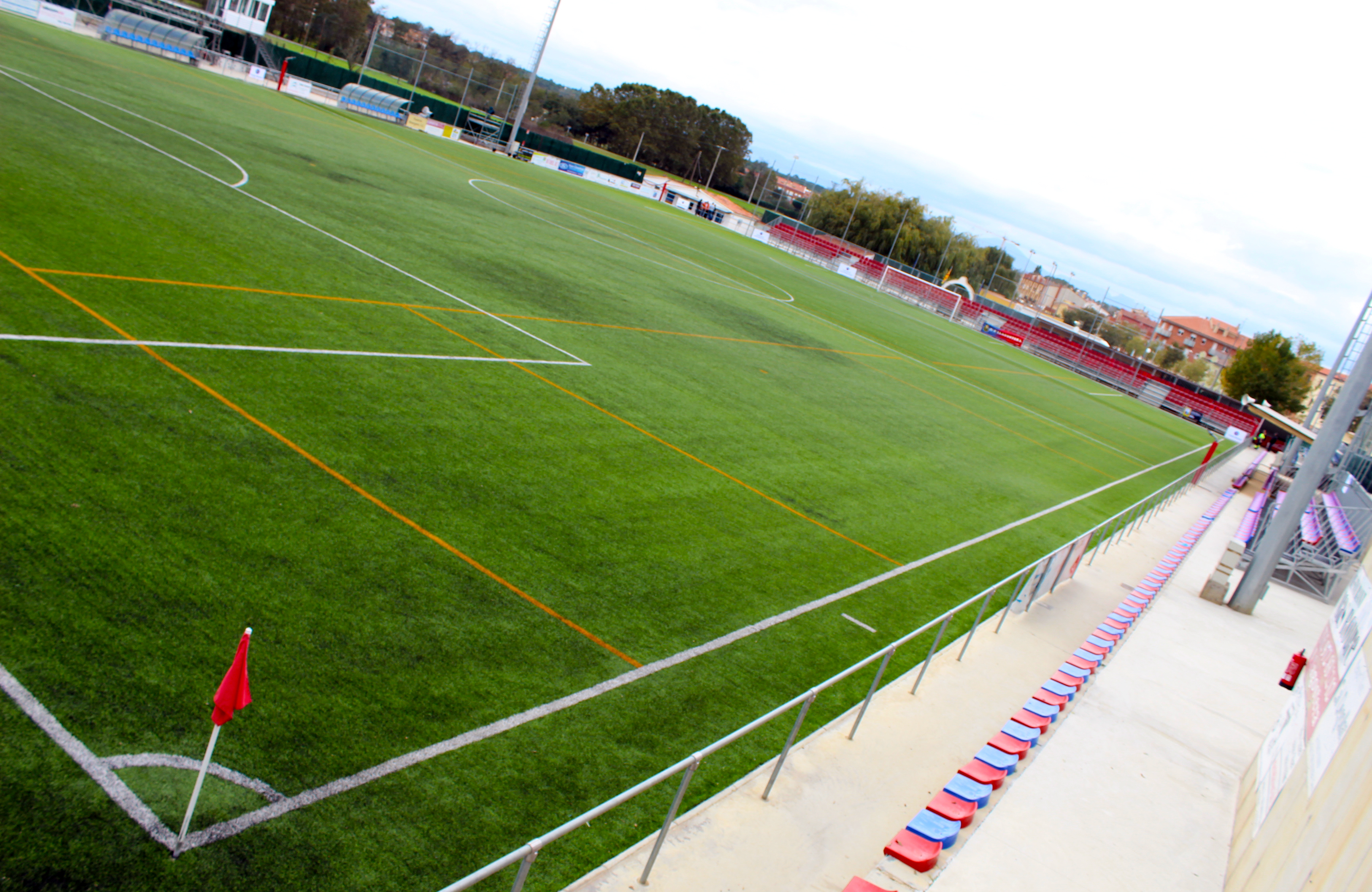
Camp Municipal de Llagostera, preparat per al partit de la copa del Rei entre la Unió Esportiva Llagostera i el València Club de Futbol als setzens de final de la Copa del Rei del 2012.

Escut de la Unió Esportiva Llagostera

El club més representatiu és la Unió Esportiva Llagostera club de futbol, creat entre el 1915 i el 1920 i que les temporades 2014-2015 i 2015-2016 va militar a la Segona divisió espanyola de futbol. A la temporada 2011-2012 va participar per primer cop en la Copa del Rei. En la 2012/2013, l'equip va finalitzar en 10è lloc a Segona B i a la Copa del Rei va arribar als setzens de final, en un partit jugat el 28 de novembre del 2012 contra el València Club de Futbol al Municipal de Llagostera. La temporada 2013-2014 es proclamà campió del grup 3r de la Segona Divisió B i superà amb èxit la fase d'ascens a Segona A. D'aquesta manera un equip que la temporada 2004-2005 jugava a Segona Territorial, en nou temporades va fer el salt al futbol professional.
El Club Bàsquet Llagostera és un club de bàsquet membre de la Federació Catalana de Basquetbol. Neix a final dels anys 1960 com a equip d'aficionats a partir del Club Bàsquet Lacustària, amb un equip masculí i un femení jugant en una pista al costat mateix de l'estació, on es juga fins a principis de la dècada dels 70. Durant els 7 o 8 anys següents, només es juga en l'àmbit escolar al col·legi públic "Lacustària". Amb la construcció de la pista poliesportiva municipal el desembre del 1981, ressorgeix l'esport adult. El febrer de 1991, s'inaugura el pavelló poliesportiu, moment en què es passa a tenir equips masculins i femenins en totes les categories fins a l'actualitat. Els darrers presidents de l'entitat han estat Emili Darder, Carles Bellvehí, Jordi Miquel, Joaquim Mascaró, Xavier Puyol i Albert Donate.
Hi ha el Club Patinatge Llagostera, amb diversos títols nacionals i europeus, en categoria individual i en grups xou,  el Club d'Atletisme Llagostera,El Club Trail Running Llagostera,el Club d'Handbol Llagostera, el Club BTT Llagostera, el Futbol Sala Llagostera, el Grup Excursionista Bell Matí, el Club Tenis Taula Llagostera, el Club Bàsquet Llagostera o el Casal Parroquial Llagosterenc que inicià les activitats als inicis de la dècada del 1970. També hi ha la Societat de Caçadors de Sant Hubert.

## Llagosterencs notables
Nascuts al municipi, per data de naixement:
- Nicolau Aixandri (segle xvii-1732), militar.[138]
- Maria Gay i Tibau (1813-1884), religiosa.[139]
- Joan Vidal de Llobatera i Iglesias (1840-1909), polític i periodista carlí.
- Isabel Vilà i Pujol (1843-1886), primera sindicalista catalana.[140]
- Pere Sisterna i Torrent (1878-1936), religiós.[141]
- Emili Vilà i Gorgoll (1887-1967), pintor.[38]
- Enric Coris Gruart (?-1966), veterinari.[142]
- Josep Calvet i Amat (1899-1999), artista polifacètic i arqueòleg.[143]
- Pere Mayol i Borrell (1906-1986), pintor.[38]
- August Vidal i Roget (1909-1976), pedagog, professor i traductor.[38]
- Antoni Varés Martinell (1909-1966), cineasta i fotògraf.[144]
- Balbí Clara Deulofeu (1909-1993), futbolista.[145]
- Francesc Lorenzo i Gàcia (1911-2001), autor dramàtic.[38]
- Martí Llosent i Vendrell (1919-2000), músic.[146]
- Juli Soler Vicens (1919-1916), empresari de la construcció dels 'Pigallo'.[147]
- Conxita Pijuan i Casadevall (1921-2013), remeiera.[148]
- Josep Vilallonga i Ribalta (1922-2018), sastre.[149]
- Martí Llosent i Molà (1922-1986), músic.[146]
- Joaquim Gelabertó Rissech (1926-2016), matemàtic, professor, investigador.[147]
- Pompeu Pascual i Coris (1929-2016), metge, pintor i poeta.[38][147]
- Mariàngela Vilallonga (1952), professora, Premi Creu de Sant Jordi i vicepresidenta de l'Institut d'Estudis Catalans[150]
- Jordi Roura i Solà (1967), exfutbolista i tècnic del Barça.[151]
- Pep Sánchez (1971), periodista de videojocs.[152]
- Albert Sàbat (1985), jugador de bàsquet.[153]
- Borja Vilallonga (1985), periodista i historiador[154]
- Sergi Miquel i Valentí (1989), polític.[155]
- Guillem Jou Coll (1997), jugador de bàsquet.[156]

No nascuts al municipi:
- Francesc de Paula Franquesa (?-1892), dinamitzador cultural i escriptor.[38]
- Josep Aguiló i de Blasco (Tarragona, 1888 - Llagostera, 1958), músic.[157]
- Julià Cutiller i Creus (Barcelona, final del segle xix - segona meitat del segle xx), pintor, músic i professor.[158]
- Josep Gelabert i Rincón (El Morell, 1859 - Llagostera, 1936), prevere, pintor i geòleg.[38]
- Rafael Masó i Valentí (Girona, 1880 - 1928), arquitecte.[159]
- Rafael Mas i Ripoll (Barcelona, 1876 - Llagostera, 1956), pintor i escriptor.[160]
- Abelard Fàbrega i Esteba (Cabanes, 1894 - Mèxic, 1991), editor.[38]
- Mercè Rodoreda i Gurguí (Barcelona, 1908 - Girona, 1983), escriptora.[38]
- Esteve Fa Tolsanes (Llançà, 1925 - Llagostera, 1997), arqueòleg.[38][161]
- Enric Marquès i Ribalta (Santa Eugènia de Ter, 1931 - 1994), artista i escriptor.[38]
- Marc Gascons (Sant Feliu de Guíxols, 1975), cuiner.[162]